# Keolis Nederland

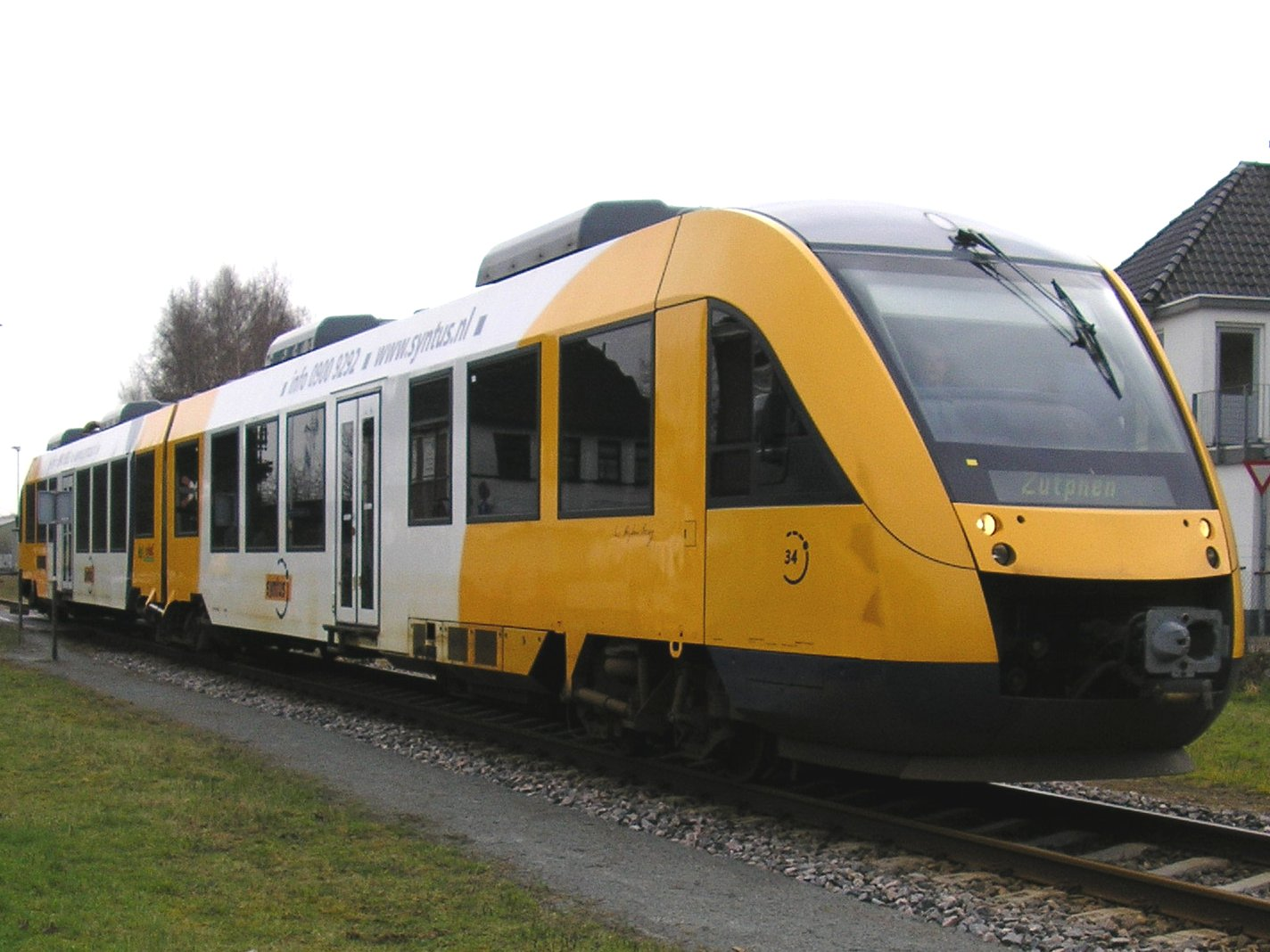
Een LINT van Syntus.

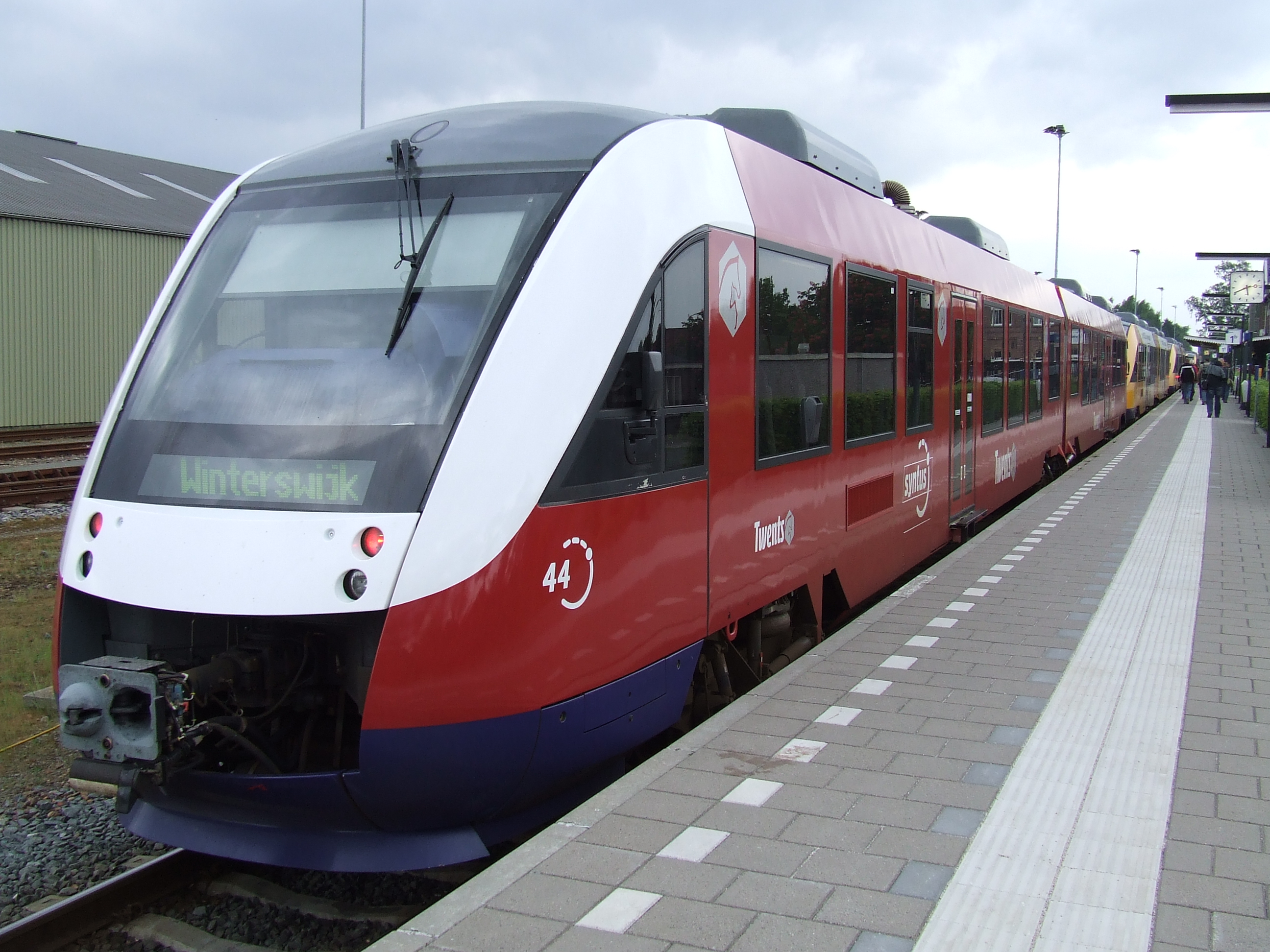
Een rode "Twents"-LINT van Syntus.

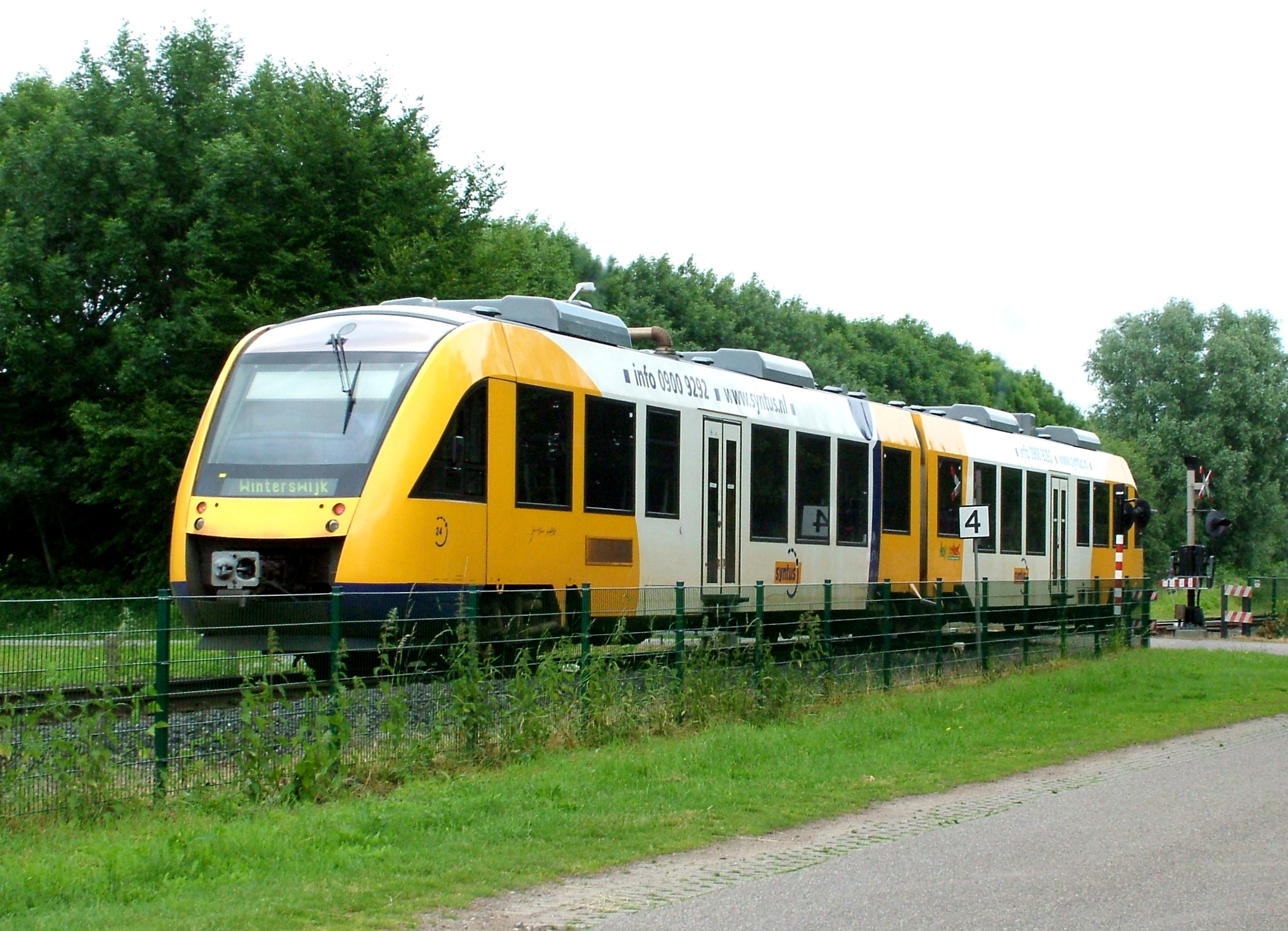
Syntus trein bij Varsseveld (Arnhem – Winterswijk); 2004.

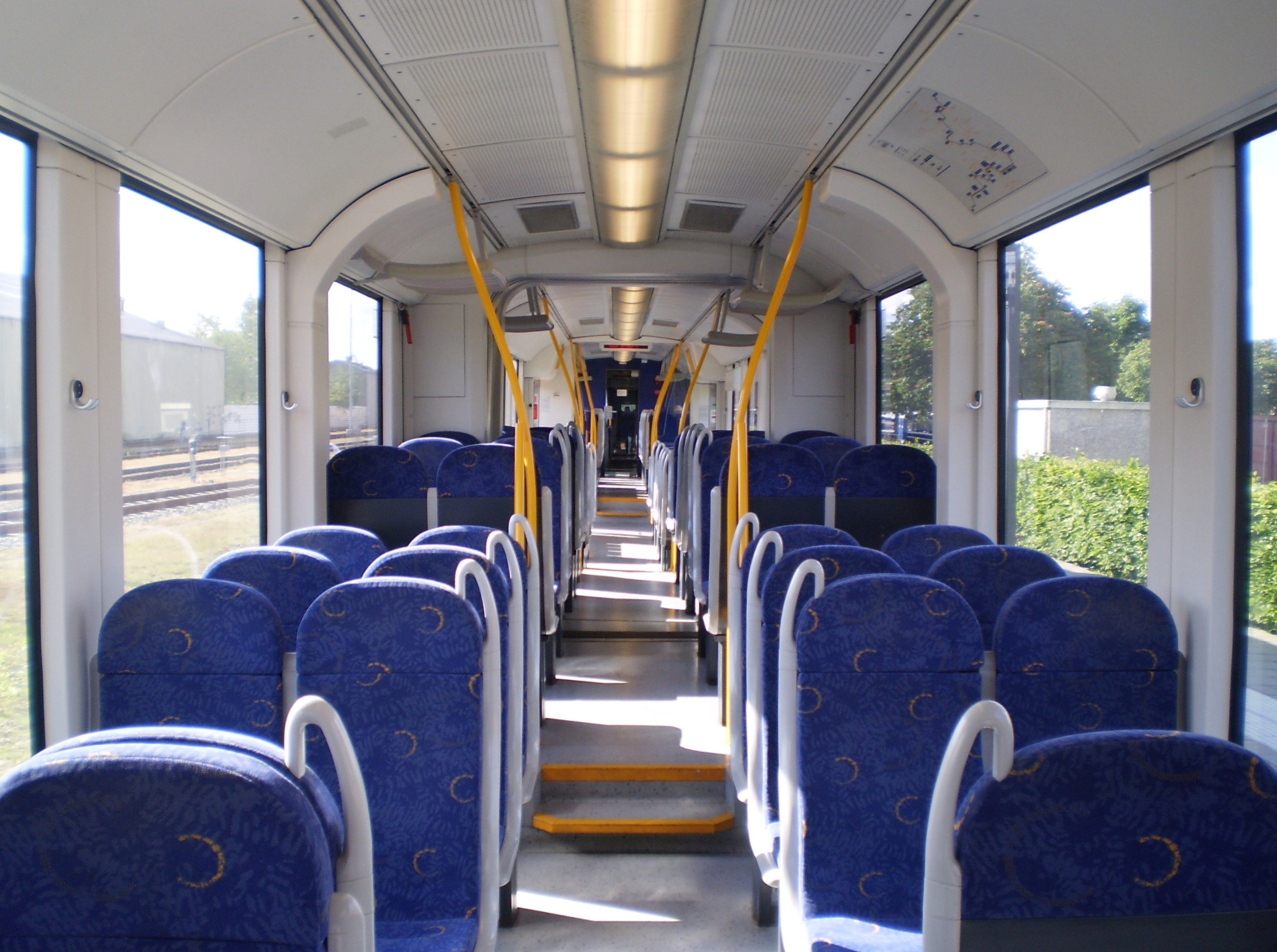
Interieur LINT-trein.

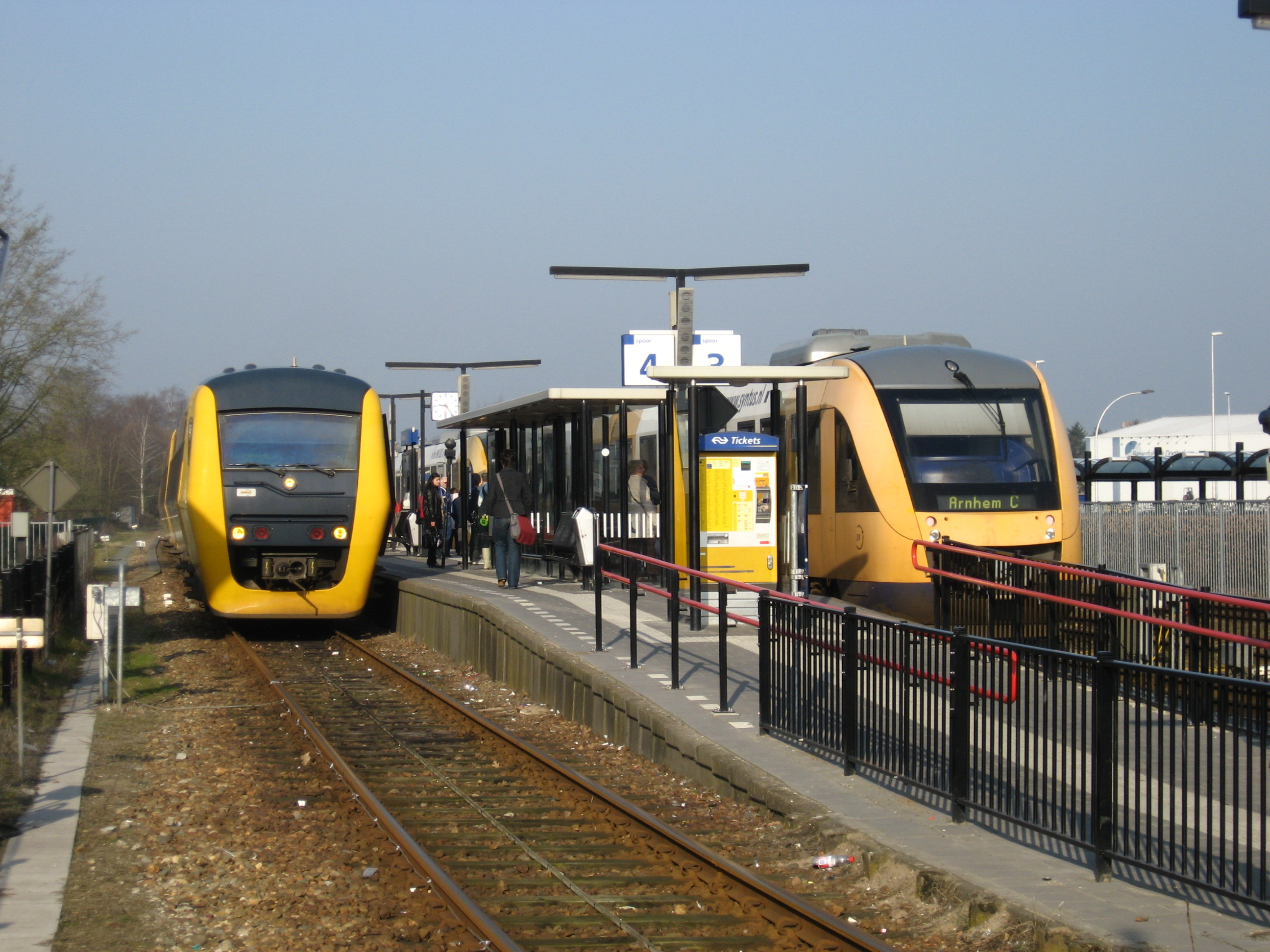
Kruising van een DM '90 en een LINT trein te station Doetinchem

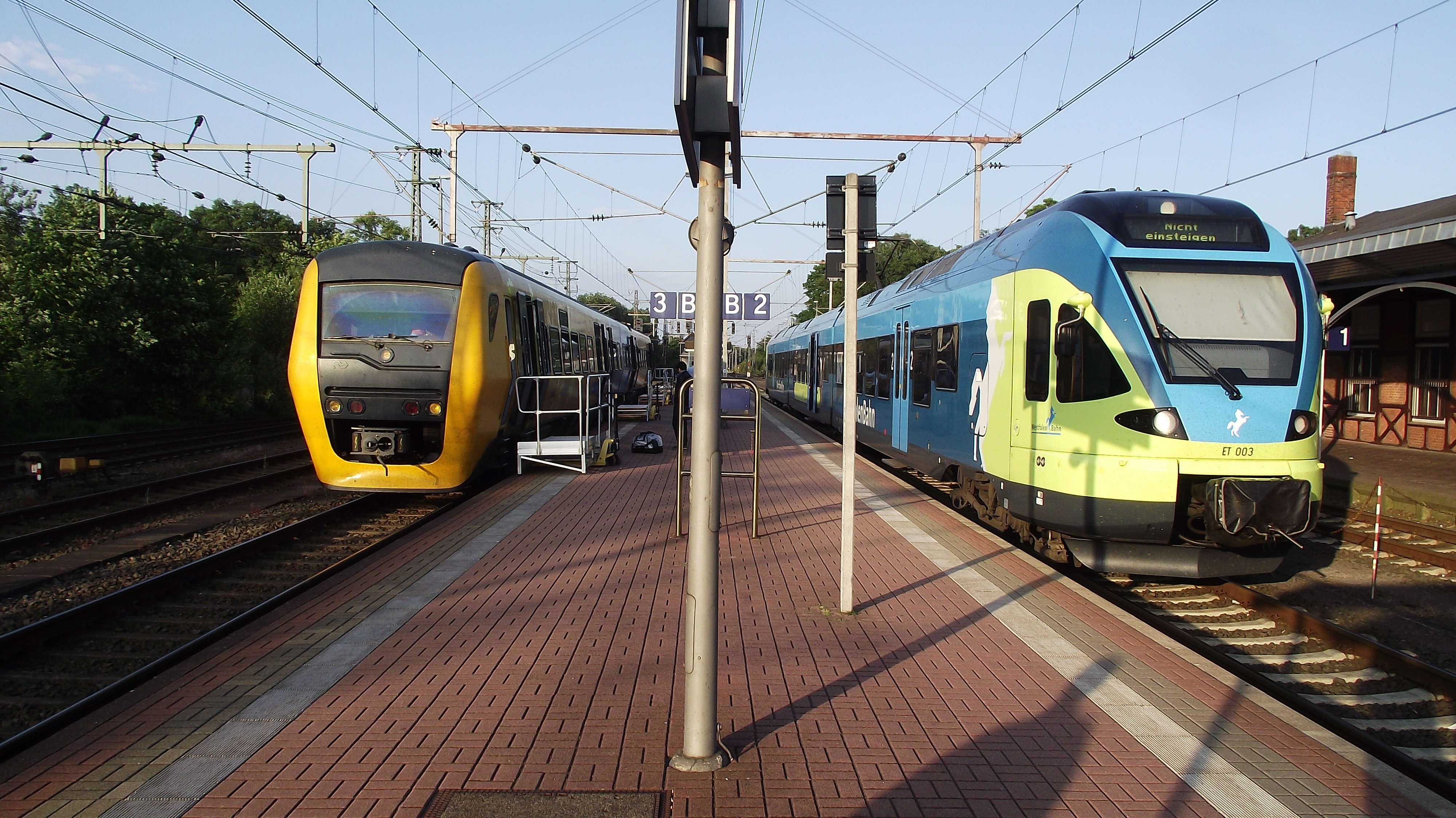
De overstap in Bad Bentheim op de trein van Syntus. Vanwege de lage perronhoogte wordt een mobiel platform gebruikt.

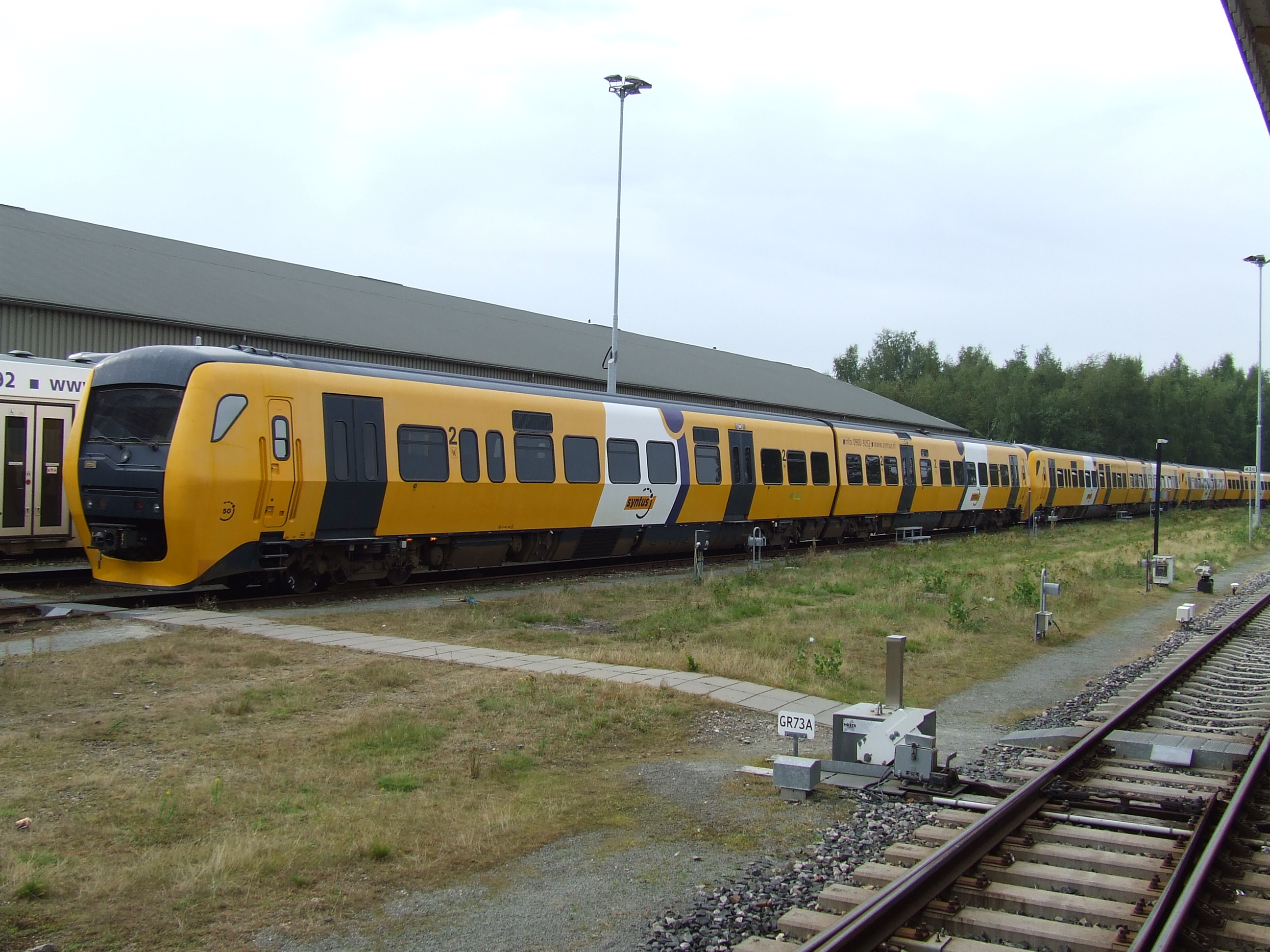
DM '90 "Buffel" in Syntus-kleuren.

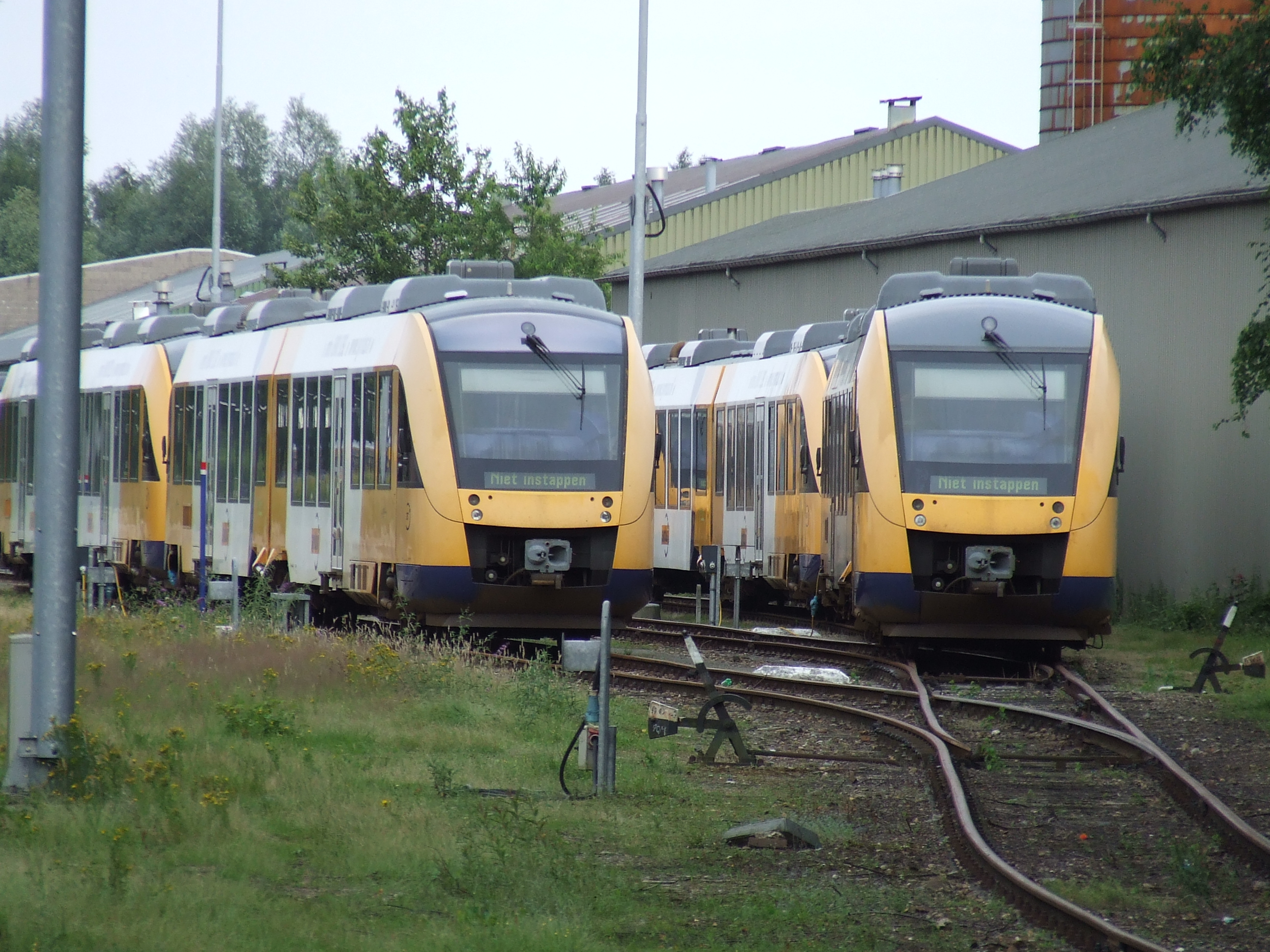
LINT-treinen van Syntus te Winterswijk.

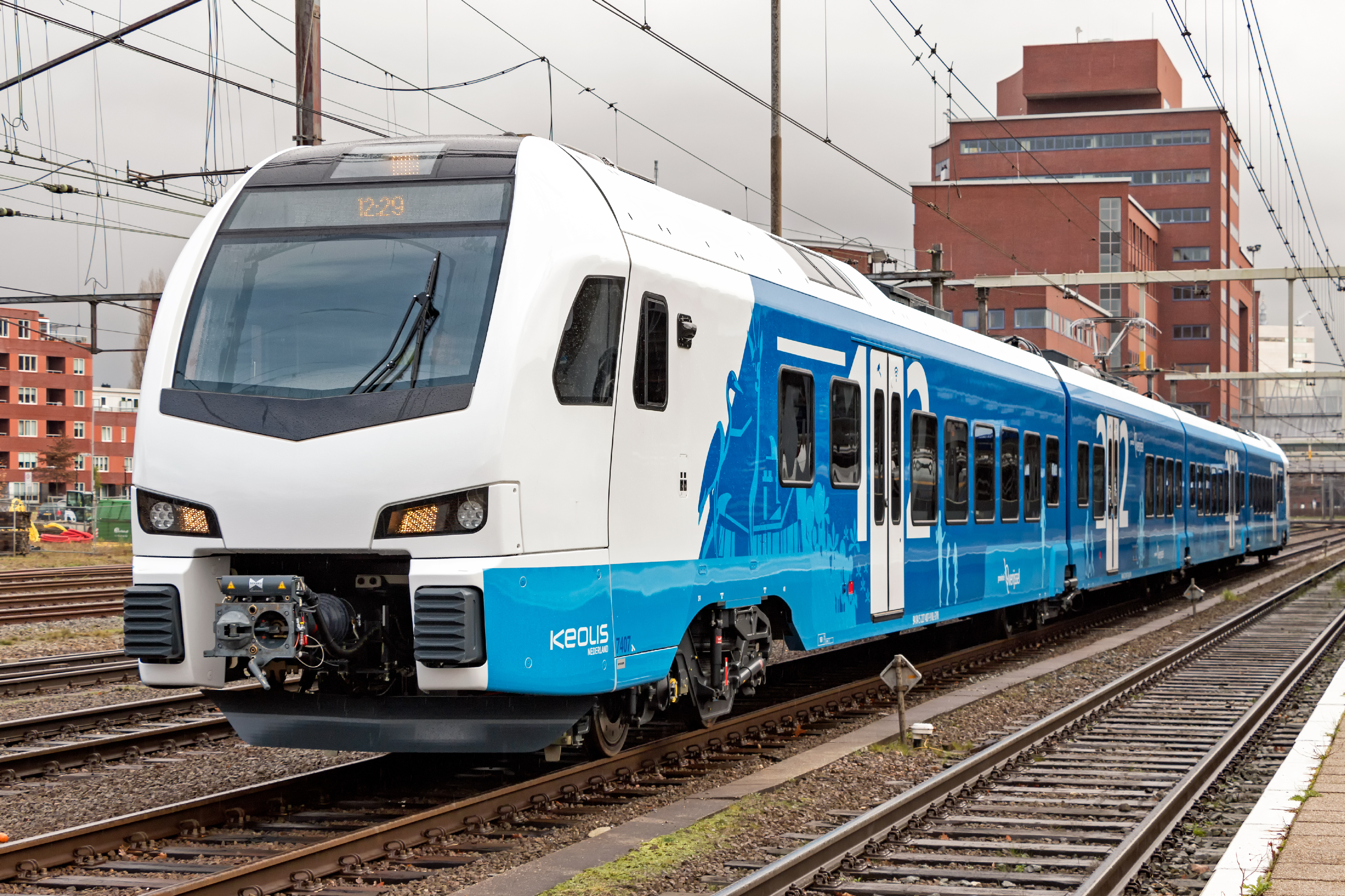
Stadler FLIRT 7407 te Amersfoort; 2017.

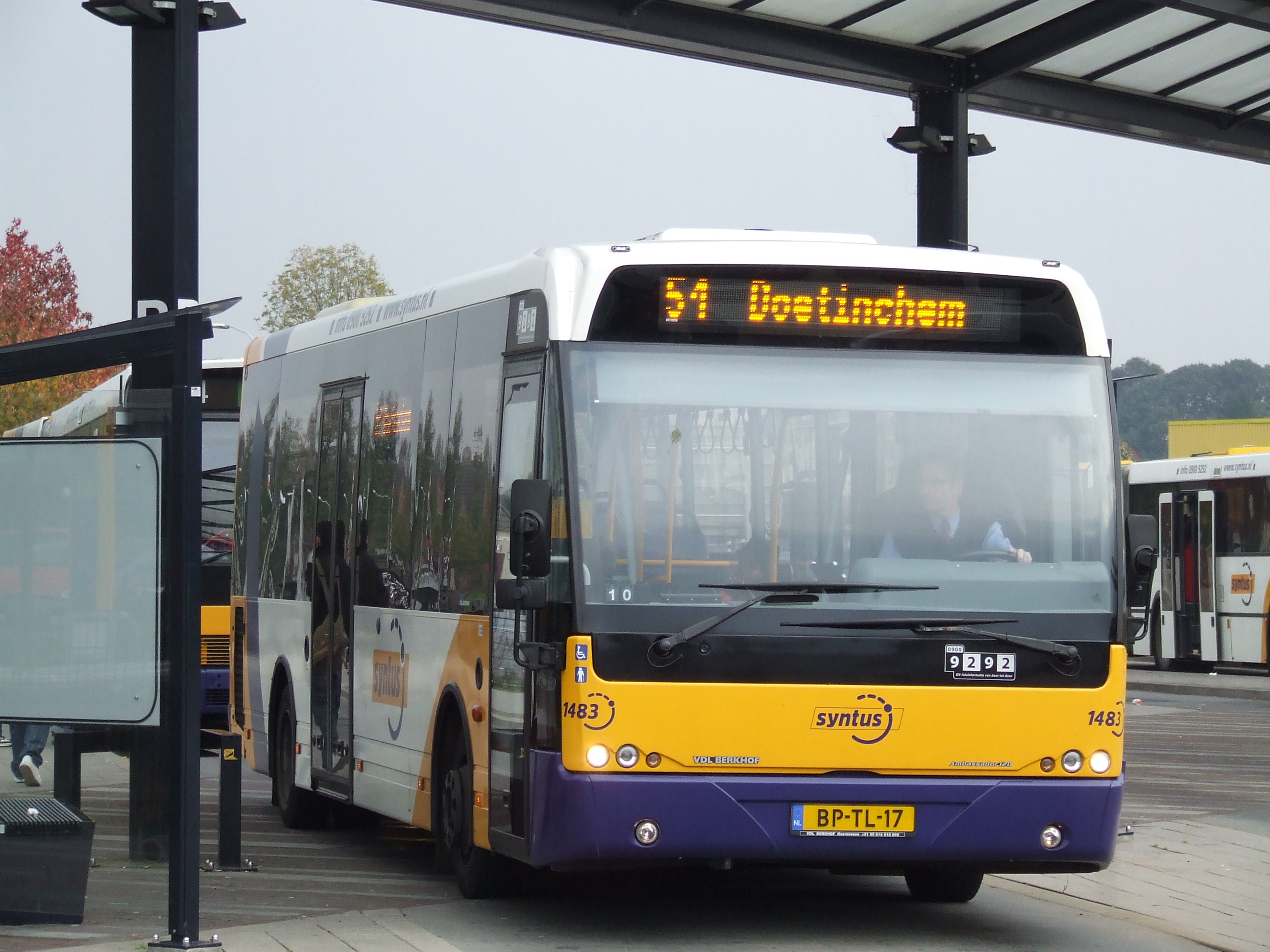
Een Berkhof Ambassador ALE 106-bus van Syntus.

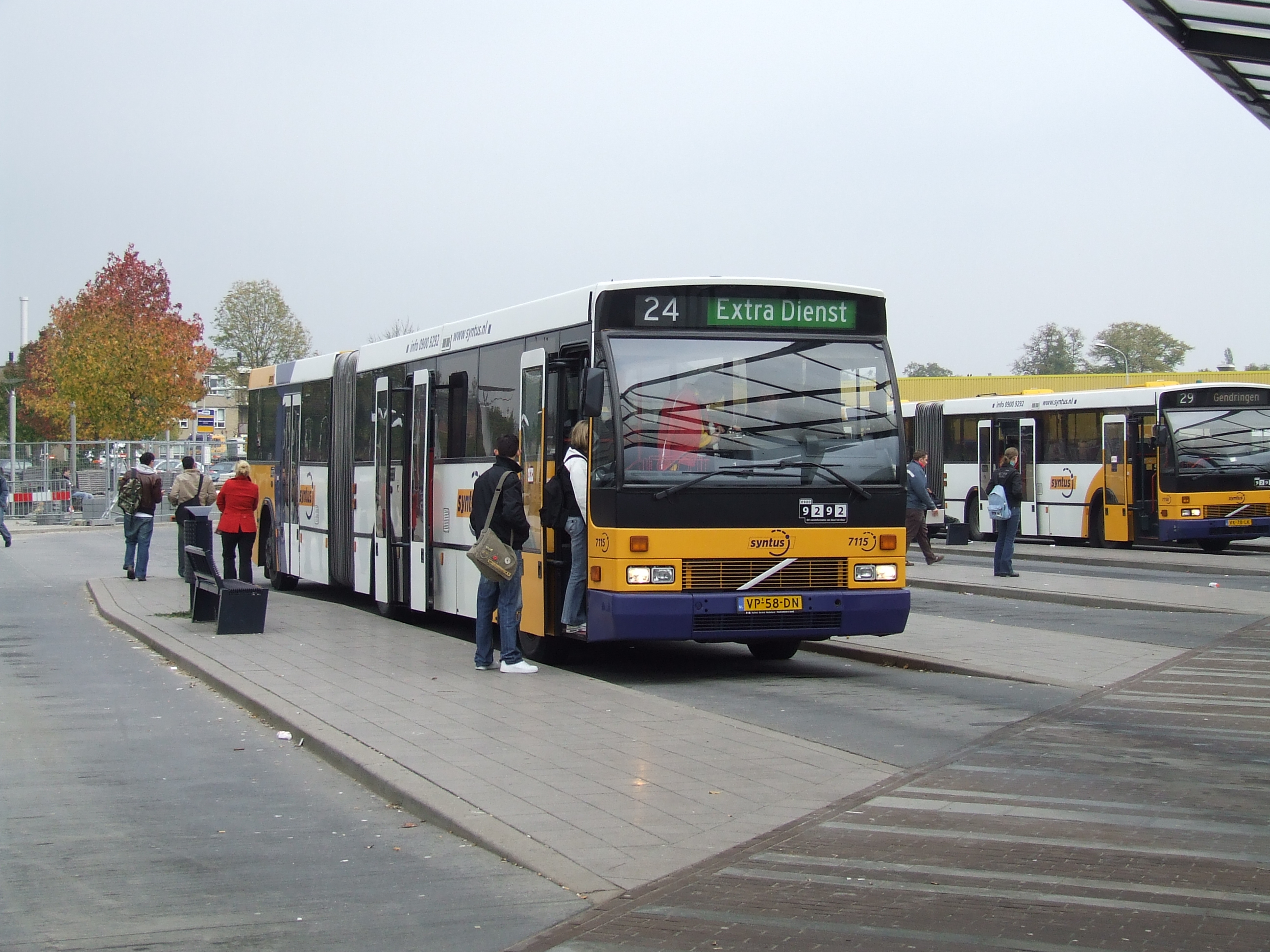
Een oudere gelede bus (Den Oudsten B88) van Syntus.

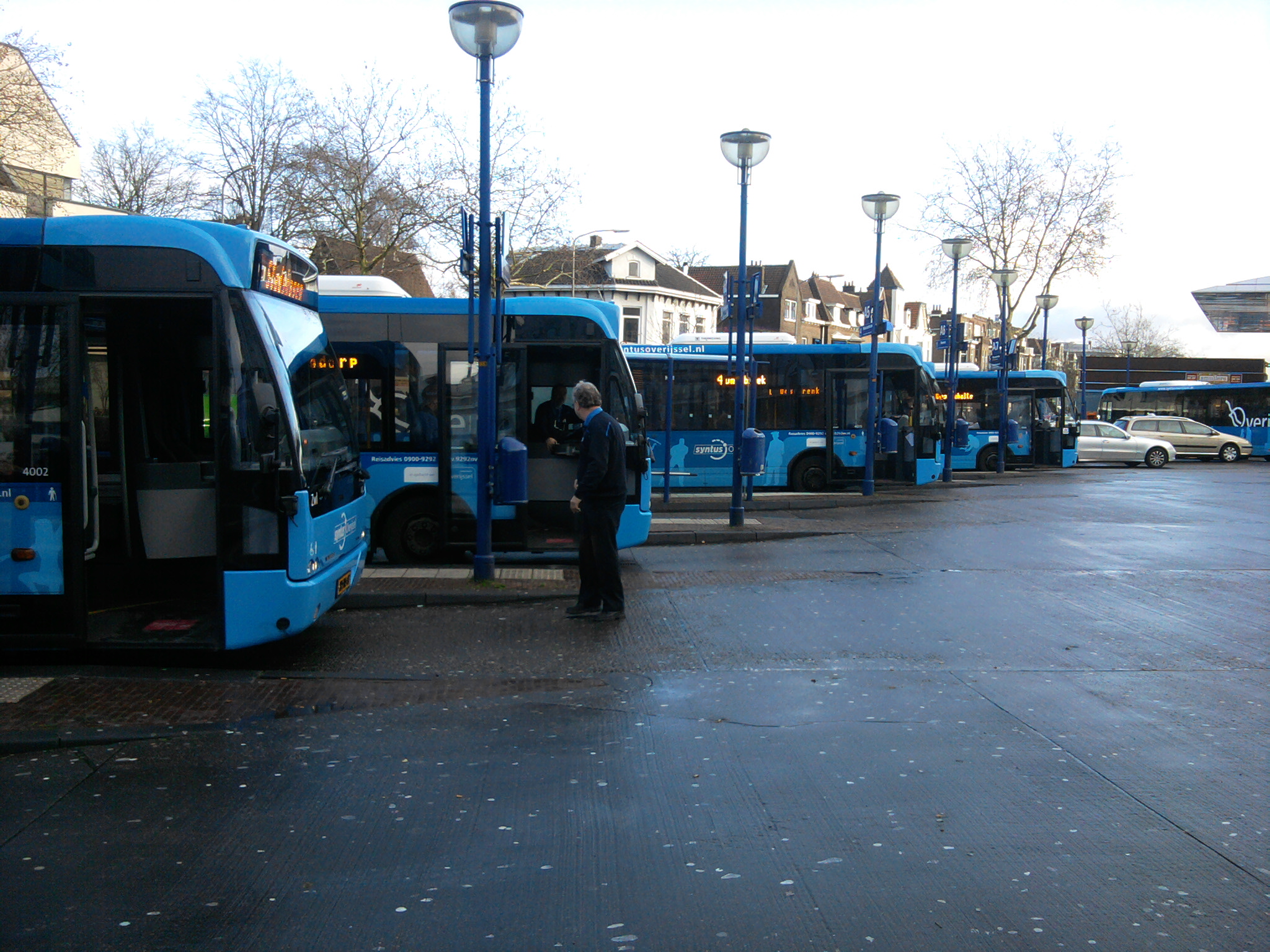
Syntus Overijssel bussen op het voormalige westelijke busstation in Zwolle.

Keolis Nederland is een Nederlandse vervoersmaatschappij met hoofdvestiging in Deventer en is sinds 2012 volledig eigendom van het Franse bedrijf Keolis (voorheen Cariane Multimodal International), waarin de SNCF en een Canadese institutionele beleggingsmaatschappij participeren. Tot 9 oktober 2017 heette het bedrijf Syntus. Het profileert zich met de naamsverandering nadrukkelijk als onderdeel van de Keolis Group. De naam Syntus werd aanvankelijk nog gebruikt, maar verdween op den duur.

## Geschiedenis
In 1991 ontstond een vervoersintegratieproject tussen het streekvervoerbedrijf GSM en de Nederlandse Spoorwegen onder de naam Integratie Gelderland Oost (IGO). Doel daarvan was de integratie van trein- en busvervoer. Uit dit project is Syntus ontstaan. In 2013 verhuisde het hoofdkantoor van Doetinchem naar Deventer.
Syntus is grotendeels de opvolger van een groot aantal andere bedrijven: de GTW, later GSM (Geldersche Streekvervoer Maatschappij), die fuseerde met het GVA (Gemeente Vervoerbedrijf Arnhem) en daarmee de GVM (Gelderse Vervoer Maatschappij) vormde. De GVM splitste vervolgens op: een deel – grotendeels het voormalige GSM-deel – werd (samen met de TET en Oostnet) in 1999 onderdeel van Connexxion.
Het Achterhoekse busvervoer, waar Oostnet reed, werd overgedragen aan Syntus, behalve het GVA, en nam enkele Connexxion-lijnen over alsmede het regionale treinvervoer in grote delen van Gelderland en Twente.
Tijdlijn rechtsvoorgangers. De tijdlijn loopt tot 2010 omdat Syntus dat jaar de concessie Achterhoek verloor aan Arriva.

Connexxion, dat bij de oprichting samen met NS en Keolis een partner was in de oprichting van Syntus, maakte in september 2007 bekend dat het de aandelen van Syntus zou verkopen aan de NS en Keolis. Hierdoor is voor Syntus de impasse verbroken en kan Syntus zonder beperkingen inschrijven op openbare aanbestedingen in het openbaar vervoer.

### President-directeuren
- 2012 - 2019: Cees Anker (CEO)
- 2019 - 2020: Frank Janssen (CEO)
- 2021 - 2023: Alex Rentier (CEO)
- 2023 - heden: Chris Hoogeveen (CEO)

Op 9 mei 2012 werd bekend dat Syntus grote financiële problemen heeft. Als belangrijkste oorzaken noemde Syntus dat er te goedkoop was ingeschreven voor het busvervoer op de Veluwe en de onverwacht snelle groei van het bedrijf. Mede daardoor was er over 2011 een verlies van 5 miljoen euro gemaakt. De nieuwe bestuurder Cees Anker stelde een herstelplan op om een faillissement te voorkomen, waarbij geen enkele optie werd uitgesloten. Op 22 juni werd een actieplan bekendgemaakt. In dit plan wordt door de beide aandeelhouders, NS en Keolis, geïnvesteerd in Syntus. In ditzelfde plan werd bekendgemaakt dat Keolis binnen afzienbare tijd de aandelen van NS overneemt. In augustus 2012 zijn de aandelen daadwerkelijk overgedragen. Hierdoor is Keolis de enige aandeelhouder van Syntus en heeft nu volledig toegang tot de Nederlandse markt. In augustus 2013 werd bekend dat Keolis de aandelen van NS heeft overgenomen voor het symbolische bedrag van 1 euro.

## Visgraatmodel
De benaming 'Syntus' komt van synergie (SYNergie tussen Trein en bUS), waarmee in dit geval het samenhangende netwerk van bus- en spoorlijnen volgens visgraatmodel wordt bedoeld. Hierbij is de trein de ruggengraat en zorgt de bus voor de aan- en afvoer van treinreizigers. In de LINT 41/H, de lichtgewicht-dieseltreinstellen van Syntus, worden de haltes en de aansluitende buslijnen automatisch omgeroepen. Bij een eventuele vertraging wordt er op elkaar gewacht. Syntus heeft de meeste buslijnen die parallel lopen met de spoorlijn opgeheven. In de treinen van Syntus waren tot de invoering van de OV-chipkaart niet alleen de landelijke NS-vervoerbewijzen, maar ook de nationale vervoerbewijzen geldig, zodat de complete bus/treinreis in een keer betaald kan worden.
Het visgraatmodel is ook in andere gebieden overgenomen. Zo heeft Arriva Personenvervoer Nederland het overgenomen voor de MerwedeLingelijn en heeft oud-directeur en thans directeur van Veolia Transport Frank van Setten het model gekopieerd voor de Heuvellandlijn en de Maaslijn in de provincie Limburg.

## Activiteiten
Syntus BV exploiteerde treinen en bussen in de Achterhoek, Betuwe, Salland, Vechtdal en de Veluwe. Het bedrijf exploiteert op dit moment bussen in Almere, de provincie Utrecht en treinen op de trajecten Amersfoort Centraal - Ede-Wageningen (de voormalige Valleilijn), Zwolle - Kampen en Zwolle - Enschede, al dan niet onder de naam Keolis.

## Huisstijl
De huisstijl van Syntus (voor overname door Keolis) was geel/wit/blauw. Deze huisstijl is tegenwoordig nergens meer te vinden, sinds alle treinen en bussen van Keolis/Syntus in een regionale huisstijl rijden.
- In de provincie Gelderland rijdt Keolis de treinen onder de naam RRReis en zijn de treinen voorzien van de HOV-versie van de RRReis huisstijl zoals voorgeschreven door de provincie.
- In de provincie Overijssel rijdt Keolis de treinen onder de naam Blauwnet en zijn de treinen voorzien van de blauwe Blauwnet huisstijl zoals voorgeschreven door de provincie.
- In de provincie Utrecht rijdt Keolis onder de naam Syntus Utrecht, waar ze ook een in voorgeschreven huisstijl rijden.
- In Almere rijdt Keolis onder de naam allGo (alleen stadslijnen), ook in een voorgeschreven huisstijl. De streekbussen rijden met de R-net huisstijl (rood/grijs).

## Exploitatiegebieden

### Overijssel
Sinds 14 december 2003 exploiteert Syntus de gemengde trein/busconcessie Zutphen – Oldenzaal (treindienst Zutphen – Glanerbrug – Oldenzaal en aansluitende buslijnen).
Bovendien reed Syntus in opdracht van Connexxion op de spoorlijn Almelo – Mariënberg. Vanaf half 2007 deed Syntus dit geheel onder eigen naam, doch nog steeds in opdracht van Connexxion, met twee LINTs (44 en 45) die speciaal voor de spoorlijn rood waren gestickerd, net als alle bussen in het Twents-gebied. De treinen die tot 27 mei 2007 de lijn reden, 'Veenexpressen', zijn vervolgens teruggekeerd naar hun eigenaar NS. Daarnaast reed Syntus in opdracht van Connexxion enkele buslijnen in de regio Twente. Op dit moment rijdt Syntus in de hele regio Twente en rijdt vervoerder Arriva op spoorlijn Almelo – Mariënberg.
In november 2009 werd bekendgemaakt dat Syntus, door het winnen van de aanbestedingsprocedure in het centrale deel van de provincie Overijssel, het busvervoer in Zwolle, Deventer, Salland en het Overijsselse Vechtdal zal overnemen van Connexxion. Syntus rijdt sinds 29 augustus 2010 in dit gebied in een blauwe kleurstelling onder deze naam.
In juni 2015 werd bekendgemaakt dat Syntus, door het winnen van de aanbestedingsprocedure, vanaf eind 2017 de treindienst verzorgt op twee Overijsselse spoorlijnen, die tevens geëlektrificeerd zullen worden. Het betreft de lijnen Kampen – Zwolle (Kamperlijntje) en Zwolle – Almelo – Enschede, waar toen nog dieseltreinen van de NS reden. Hiervoor heeft Syntus zestien nieuwe elektrische treinstellen aangeschaft. De totale exploitatiekosten bedragen ongeveer 17,5 miljoen euro per jaar.
- Zie ook: Syntus Overijssel

In mei 2011 werd bekendgemaakt dat Syntus, door het winnen van de aanbestedingsprocedure in de regio Twente het busvervoer en treinvervoer zou overnemen van Connexxion per 8 december 2013. Deze concessie omvatte de busdiensten van de regio Twente en Zutphen – Hengelo – Oldenzaal en de treindienst Zutphen – Hengelo – Oldenzaal. Een deel van de busdiensten in het Gelderse deel van Zutphen – Hengelo – Oldenzaal is per 9 december 2012 overgenomen door Arriva. De treindienst Zutphen – Hengelo – Oldenzaal werd per 10 december 2017 onderdeel van Blauwnet. Per 10 december 2023 ging al het bus- en treinvervoer in dit gebied naar Arriva. Het busvervoer ging rijden onder de naam RRReis, het treinvervoer bleef rijden onder de naam Blauwnet.
- Zie ook: Syntus Twente en Twents

### Gelderland
Syntus exploiteerde sinds 30 mei 1999 het busvervoer (inclusief de buurtbus) in de Achterhoek en de treinen op de spoorlijnen Zutphen – Winterswijk en Doetinchem – Winterswijk. Vanaf 2001 is daar het traject Arnhem – Doetinchem aan toegevoegd. Op 1 april 2005 had Syntus de exploitatie van de treindienst op de lijn Arnhem – Tiel van NS overgenomen.
Eind 2010 raakte Syntus het busvervoer in de Achterhoek kwijt aan Arriva. De treindienst (Apeldoorn – Zutphen – Winterswijk – Arnhem – Tiel), die meer voorbereiding vergde, ging eind 2012 naar Arriva.
Sinds 12 december 2010 heeft Syntus, onder de naam Syntus Gelderland, de concessie van Veolia overgenomen op de Veluwe. Deze concessie omvatte alle buslijnen in de Veluwe, inclusief de busdiensten op de Valleilijn en de Veluwelijn.
- Zie ook: Syntus Gelderland

Sinds 10 december 2023 heeft Keolis, onder de naam RRReis, het treinvervoer op het traject Amersfoort Centraal – Ede-Wageningen (de voormalige Valleilijn) overgenomen van Connexxion.
- Zie ook: RRReis

### Overijssel en Gelderland
Van 13 december 2020 tot en met 10 december 2022 exploiteerde Keolis onder de merknaam RRReis het busvervoer op de Veluwe, Salland en de Overijsselse Vechtdal inclusief de stadsdiensten van Apeldoorn, Deventer, Ede, Harderwijk en Zwolle. Het gevormde concessiegebied kreeg de naam IJssel-Vecht. Keolis heeft deze aanbesteding gewonnen, maar zou volgens de opdrachtgevers opzettelijk onjuiste informatie hebben verstrekt. Dit resulteerde in het intrekken van de concessie. Per 11 december 2022 ging een groot deel van het busvervoer in dat gebied naar EBS, het gedeelte in het zuiden van de Veluwe ging naar Hermes. In beide gevallen bleef de merknaam RRReis behouden.
- Zie ook: RRReis

### Utrecht
Op 11 december 2016 is het openbaar vervoer in de concessie provincie Utrecht overgenomen van Connexxion. De concessie bestaat uit de stadsdiensten van Amersfoort, Mijdrecht, Soest, Veenendaal en Woerden en het streekvervoer in de rest van de provincie met uitlopers naar onder meer Amsterdam en Rotterdam (dat niet bij het BRU-gebied hoort).
- Zie ook: Syntus Utrecht

### Flevoland
Sinds 10 december 2017 heeft Keolis het busvervoer overgenomen in Almere, net zoals Connexxion een merknaam voor de stad heeft, heeft Keolis dit ook gedaan. De stadsbussen vallen onder het Bus Rapid Transit (BRT) concept, het streekvervoer wordt uitgevoerd onder de merknaam R-net.
- Zie ook: allGo

### Proeven met internationale verbindingen
Van 10 december 2005 tot 1 juli 2006 heeft Syntus bij wijze van proef in het weekend 4 retourritten gereden op het traject Arnhem – Emmerik (Duitsland). De proef, die twee jaar zou duren, werd voortijdig beëindigd door gebrek aan belangstelling. Nadat de treindienst begin juni al gestopt was, werden de nog resterende ritten met bussen gereden. Ook een hernieuwd onderzoek in 2008 naar een rechtstreekse buslijn Doetinchem – Emmerik zonder overstap in 's-Heerenberg leverde geen resultaten op.
Duitse en Nederlandse overheden in het Euregiogebied hebben laten onderzoeken of de Syntus-treinverbinding Zutphen – Oldenzaal kan worden verlengd naar Bad Bentheim en via de Bentheimer Eisenbahn naar Nordhorn. De gemeente Losser gaf aan dat zij dan graag een nieuwe halte in De Lutte zou openen.
Sinds 12 december 2010 liet Syntus in samenwerking met de Bentheimer Eisenbahn elk uur een trein als Grensland Express rijden tussen Hengelo en Bad Bentheim, met alleen een stop te Oldenzaal. Deze sloot in Hengelo aan op de intercity naar de Randstad en in Bentheim op de Duitse interregiotrein naar Bielefeld. Deze nieuwe treinverbinding werd medegefinancierd door Europese Fondsen, de Regio Twente, de provincie Overijssel, de Landesnahverkehrsgesellschaft Niedersachsen, de gemeenten Oldenzaal, Hengelo, Bad Bentheim en Nordhorn, de Graafschap Bentheim en het Nederlandse Ministerie van Infrastructuur en Waterstaat. De verbinding werd eind 2013 opgeheven, wegens een net iets te laag aantal reizigers. Echter keerde deze grensoverschrijdende verbinding sinds 14 januari 2018 terug, het vervoer werd sindsdien verzorgd door eurobahn. Het betrof wel een trein die in Duitsland vanaf Bad Bentheim doorreed naar Bielefeld.

## Treindiensten
De letters RS staat voor RegioSprinter, waar een sprinter mee bedoeld wordt. De letters IC staat voor InterCity.
Keolis rijdt treinen op de volgende trajecten:
| Serie       | Treinsoort         | Route                                                    | Bijzonderheden                                                           |
| ----------- | ------------------ | -------------------------------------------------------- | ------------------------------------------------------------------------ |
| 7900 RS 23  | Sprinter (Keolis)  | Zwolle – Almelo – Hengelo – Enschede                     | Onderdeel van Blauwnet                                                   |
| 8500 RS 22  | Sprinter (Keolis)  | Zwolle – Zwolle Stadshagen – Kampen                      | Onderdeel van Blauwnet                                                   |
| 17900 IC 23 | Intercity (Keolis) | Zwolle – Almelo – Hengelo – Enschede                     | Onderdeel van Blauwnet. Rijdt alleen op werkdagen overdag en 1x per uur. |
| 31300 RS 34 | Sprinter (Keolis)  | Amersfoort Centraal – Barneveld Centrum – Ede-Wageningen | Onderdeel van de formule RRReis.                                         |
| 31400 RS 34 | Sprinter (Keolis)  | Amersfoort Centraal – Barneveld Centrum – Barneveld Zuid | Onderdeel van de formule RRReis.                                         |

De spoorlijnen Kampen – Zwolle (RS22; Kamperlijntje) en Zwolle – Almelo – Enschede (RS23/IC23) worden sinds 10 december 2017 door Keolis bediend.
De spoorlijn Amersfoort Centraal - Ede-Wageningen (RS34) wordt sinds 10 december 2023 door Keolis bediend.

## Busdiensten
- Provincie Utrecht (inclusief stadsvervoer in Amersfoort, Mijdrecht, Soest, Veenendaal en Woerden) sinds 11 december 2016. Zie ook: Syntus Utrecht.
- Almere (inclusief streekdienst R-net) sinds 10 december 2017. Zie ook: Busvervoer in Almere.

## Bekende streekgenoten op treinen Syntus
Bijna alle LINT-treinen van Syntus waren vernoemd naar bekende streekgenoten. Deze treinstellen hadden op de buitenkant een eigen naam van een bekende persoon uit het heden of verleden. In ieder treinstel bevond zich daarnaast een afbeelding met beschrijving van de betreffende persoon. Syntus wilde hiermee zijn intensieve binding met de regio en haar inwoners benadrukken. Ondertussen zijn alle namen alweer van de LINT-treinen verwijderd.

## Materieel
Keolis gebruikt sinds 2010 een bepaalde logica in de wagenparknummers. Iedere concessie heeft bussen in een eigen serie. Hiertoe heeft Keolis oudere bussen vernummerd. Grote bussen hebben 4 cijfers, buurtbussen 3 cijfers. De nummering is als volgt:
- 1xxx series = concessie Achterhoek tot december 2010
- 1xxx series = concessie Provincie Utrecht
- 2xxx series = concessie Zutphen – Hengelo – Oldenzaal tot december 2013
- 2xxx series = concessie IJssel-Vecht
- 3xxx series = concessie Twente
- 4xxx series = concessie Midden Overijssel
- 5xxx series = concessie Veluwe
- 6xxx series = concessie Busvervoer Almere
- 7xxx series = concessie Zwolle-Kampen/Zwolle-Enschede
- 8xxx series = concessie Utrecht Buiten

| Wagenparknr. | Bouwjaar  | Type                                                      | Huidige status         | Inzet                                                                             | Bijzonderheden | Afbeelding |
| ------------ | --------- | --------------------------------------------------------- | ---------------------- | --------------------------------------------------------------------------------- | --- | ---------- |
| 2            | 2001      | Mercedes-Benz Sprinter                                    | Buiten dienst          | Achterhoek (buurtbus)                                                             | |            |
| 3            | 2000      | Mercedes-Benz Sprinter                                    | Buiten dienst          | Achterhoek (buurtbus)                                                             | Omgenummerd naar 43. Voormalige buurtbus die nu als aflosbus dienst doet. |            |
| 4            | 2001      | Mercedes-Benz Sprinter                                    | Buiten dienst          | Achterhoek (buurtbus)                                                             | |            |
| 5-6          | 2003      | Mercedes-Benz Sprinter                                    | Buiten dienst          | Achterhoek (buurtbus)                                                             | 6 is omgenummerd naar 46 |            |
| 6            | 2014      | Ebusco 2.0                                                | Naar U-OV              | Diverse                                                                           | Demobus, heeft bij U-OV het nummer 4611 gekregen. |            |
| 7            | 2002      | Volkswagen LT46 80 KW TDI (aanpassingen door VDL Kusters) | Buiten dienst          | Achterhoek (buurtbus)                                                             | Voormalig DETO Tours 794 |            |
| 41           | 2005      | Mercedes-Benz Sprinter                                    | Buiten dienst          |                                                                                   | Personeelsbus. Deze bus had tot 2010 het wagenparknummer 110 |            |
| 43           | 2000      | Mercedes-Benz Sprinter                                    | Buiten dienst          |                                                                                   | Personeelsbus. Deze bus had tot 2010 het wagenparknummer 3 |            |
| 46           | 2003      | Mercedes-Benz Sprinter                                    | Buiten dienst          |                                                                                   | Personeelsbus. Deze bus had tot 2010 het wagenparknummer 6 |            |
| 58           | 2010      | Renault Master/Tribus Civitas                             | Vernummerd             | Twente                                                                            | Deze bus had tot 2011 het wagenparknummer 502. Werd gebruikt als servicebus. Is in 2015 weer vernummerd naar 502. |            |
| 101-109      | 2003      | Mercedes-Benz Sprinter                                    | Buiten dienst          | Achterhoek                                                                        | Oorspronkelijk buurtbussen voor de concessie Zutphen-Hengelo-Oldenzaal. 101 is vernummerd naar 210. |            |
| 110-112      | 2005      | Mercedes-Benz Sprinter                                    | Buiten dienst          | Achterhoek                                                                        | Oorspronkelijk buurtbussen voor de Achterhoek. 110 dient nu als personeelbus en is omgenummerd naar 41. 111 is omgenummerd naar 211. |            |
| 113-117      | 2007      | Mercedes-Benz Sprinter                                    | Buiten dienst          | Achterhoek                                                                        | Reden als buurtbus in de Achterhoek. Vernummerd naar 551-555. |            |
| 101-118      | 2016      | Mercedes-Benz Sprinter                                    | Deels in dienst        | Provincie Utrecht (buurtbus)                                                      | 101, 102, 104-106, 108 en 109 gingen naar Arriva als 6543-6549. |            |
| 126-130      | 2017      | Mercedes-Benz Sprinter                                    | Deels in dienst        | Provincie Utrecht (buurtbus)                                                      | Ex 119-123. De 129 verhuisde naar Almere en werd vernummerd naar 6402. |            |
| 131-133      | 2018      | Mercedes-Benz Sprinter                                    | Deels in dienst        | Provincie Utrecht (buurtbus en Syntus Flex)                                       | |            |
| 134-137      | 2019      | Volkswagen Crafter                                        | Naar Qbuzz             | Syntus Flex                                                                       | Deze bussen waren van Pouw Vervoer. Naar Qbuzz als 1921-1924. |            |
| 138-158      | 2023      | VDL MidCity                                               | In dienst              | Provincie Utrecht (buurtbus)                                                      | |            |
| 201          | ????      | VDL MidCity                                               | Buiten dienst          | Achterhoek                                                                        | BeVerbus Zutphen |            |
| 210          | 2003      | Mercedes-Benz Sprinter                                    | Buiten dienst          | Zutphen-Hengelo-Oldenzaal                                                         | |            |
| 211          | 2005      | Mercedes-Benz Sprinter                                    | Buiten dienst          |                                                                                   | Personeelsbus. Deze bus had tot 2010 het wagenparknummer 111 |            |
| 218-222      | 2009      | Mercedes-Benz Sprinter                                    | Buiten dienst          | Zutphen-Hengelo-Oldenzaal                                                         | Deze serie had tot 2010 de wagenparknummers 118-122. De 219 werd als buurtbus in Overijssel gebruikt. De andere bussen zijn verkocht. |            |
| 301-311      | 2013      | Mercedes-Benz Sprinter                                    | Buiten dienst          | Twente en Veluwe (buurtbus)                                                       | 303-305 reden op de Veluwe |            |
| 312-315      | 2017      | Tribus Civitas                                            | Deels in dienst        | Twente (buurtbus en TwentsFlex), treinvervangend vervoer Amersfoort-Ede-Wagenigen | 312 en 313 naar Qbuzz als 8911 en 8912. 315 wordt gebruikt voor de RS34-treindienst. 314 ging buiten dienst. |            |
| 316-321      | 2018      | Tribus Civitas                                            | Naar Qbuzz             | Twente (buurtbus en TwentsFlex)                                                   | Zijn naar Qbuzz gegaan als 6684-6689. |            |
| 322-329      | 2019      | Tribus Civitas                                            | Buiten dienst          | Twente (buurtbus en TwentsFlex)                                                   | 322, 326 en 328 zijn naar Qbuzz gegaan als 6681-6683. 323-325 en 329 zijn naar Pouw Vervoer gegaan als 147-150. De rest ging buiten dienst. |            |
| 401-403      | 2010      | Renault Master                                            | Buiten dienst          | Midden-Overijssel (buurtbus)                                                      | Zijn in 2015 buiten dienst gegaan. |            |
| 451-456      | 2010      | Renault Master                                            | Buiten dienst          | Midden-Overijssel (buurtbus)                                                      | Zijn in 2015 buiten dienst gegaan. De 453 reed tot juli 2017 tijdelijk in Utrecht. |            |
| 457          | 2011      | Renault Master                                            | Buiten dienst          | Midden-Overijssel (buurtbus)                                                      | Is in 2015 buiten dienst gegaan. |            |
| 461          | 2005      | Mercedes-Benz Sprinter                                    | Verkocht               | Midden-Overijssel (buurtbus)                                                      | Deze bus had tot 2010 het wagenparknummer 112. Deze bus is op een onbekend moment verkocht. |            |
| 501          | 2010      | Renault Master                                            | Buiten dienst          | Twente (buurtbus)                                                                 | Oorspronkelijk buurtbus voor de concessie Veluwe. Reed sinds 2015 in de concessie Twente. |            |
| 502          | 2010      | Renault Master/Tribus Civitas                             | Buiten dienst          | Buurtbus                                                                          | Was oorspronkelijk bedoeld als buurtbus voor de concessie Veluwe, maar is omgenummerd naar 58 en diende als servicebus. Deze bus is in 2015 weer vernummerd naar 502 en rijdt momenteel in witte kleurstelling met Keolis-logo's. |            |
| 503-509      | 2010      | Fiat Ducato minibus                                       | Buiten dienst          | Veluwe (buurtbus)                                                                 | Werden afwisselend ingezet bij Syntus Overijssel. Deze bussen zijn op een onbekend moment buiten dienst gesteld. |            |
| 510-515      | 2010      | Fiat Ducato minibus                                       | Buiten dienst          | Veluwe (buurtbus)                                                                 | Werden afwisselend ingezet bij Syntus Overijssel. Deze bussen zijn op een onbekend moment buiten dienst gesteld. |            |
| 551-555      | 2007      | Mercedes-Benz Sprinter                                    | Buiten dienst          | Veluwe (buurtbus)                                                                 | Ex 113-117. |            |
| 556-568      | 2010      | Fiat Ducato                                               | Buiten dienst          | Veluwe (buurtbus)                                                                 | Deze bussen zijn op een onbekend moment buiten dienst gesteld. |            |
| 569-572      | 2011      | Fiat Ducato                                               | Buiten dienst          | Veluwe (buurtbus)                                                                 | Deze bussen zijn op een onbekend moment buiten dienst gesteld. |            |
| 801-835      | 2015      | Mercedes-Benz Sprinter                                    | Buiten dienst          | IJssel-Vecht (buurtbus)                                                           | |            |
| 836-838      | 2017      | Mercedes-Benz Sprinter                                    | Buiten dienst          | IJssel-Vecht (buurtbus), Twente                                                   | |            |
| 1001-1101    | 2016      | Setra S 415 LE Business                                   | In dienst              | Provincie Utrecht                                                                 | |            |
| 1016-1030    | 1995      | Den Oudsten B89                                           | Buiten dienst / Export | Achterhoek                                                                        | Reden voor de komst van Syntus bij Oostnet en daarvoor bij NZH. 1019-1029 werden in 2011 gehuurd door de NS om, bij wijze van proef, in te kunnen worden gezet bij treinstremmingen. De bussen stonden toen gestald op het terrein van Syntus in Zutphen. De meeste bussen zijn geëxporteerd, enkele zijn in Nederland gebleven. |            |
| 1058         | 1995      | Berkhof ST2000                                            | Gesloopt               | Achterhoek                                                                        | Voormalig TSN-bus. Tegenwoordig aanwezig bij de Brandweer Waddinxveen als sloopbus. |            |
| 1076-1079    | 1995      | Den Oudsten B89                                           | Buiten dienst          |                                                                                   | Reden voor de komst van Syntus bij Oostnet en daarvoor bij GVM. |            |
| 1108-1110    | 2004      | VDL Berkhof Ambassador                                    | Buiten dienst          | Provincie Utrecht                                                                 | Ex Arriva 8059-8061. Reden tijdelijk in de provincie Utrecht tot juli 2017 totdat de resterende bussen geleverd waren. |            |
| 1111-1113    | 2003      | VDL Berkhof Ambassador                                    | Buiten dienst          | Provincie Utrecht                                                                 | Ex 3056-3058. Reden tijdelijk in de provincie Utrecht tot juli 2017 totdat de resterende bussen geleverd waren. |            |
| 1114-1115    | 2004      | VDL Berkhof Ambassador                                    | Buiten dienst          | Provincie Utrecht                                                                 | Ex Arriva 8058 en 8062. Reden tijdelijk in de provincie Utrecht tot juli 2017 totdat de resterende bussen geleverd waren. |            |
| 1116         | 2001      | VDL Berkhof Ambassador                                    | Buiten dienst          | Provincie Utrecht                                                                 | Ex E&R. Reed tot juli 2017 tijdelijk in de provincie Utrecht totdat de resterende bussen geleverd waren. |            |
| 1117         | 2004      | VDL Berkhof Ambassador                                    | Buiten dienst          | Provincie Utrecht                                                                 | Ex Syntus 3053. Reed tijdelijk in de provincie Utrecht tot juli 2017 totdat de resterende bussen geleverd waren. |            |
| 1118-1121    | 2004      | VDL Berkhof Ambassador                                    | Buiten dienst          | Provincie Utrecht                                                                 | Ex Arriva 8063, 8029, 8067 en 8069. Reden tijdelijk in de provincie Utrecht tot juli 2017 totdat de resterende bussen geleverd waren. |            |
| 1122         | 2004      | VDL Berkhof Ambassador                                    | Buiten dienst          | Provincie Utrecht                                                                 | Ex Syntus 1450. Reed tijdelijk in de provincie Utrecht tot juli 2017 totdat de resterende bussen geleverd waren. |            |
| 1128-1152    | 2009      | Mercedes-Benz Citaro LE                                   | Buiten dienst          | Provincie Utrecht                                                                 | Ex Qbuzz. Reden tijdelijk in de provincie Utrecht tot juli 2017 totdat de resterende bussen geleverd waren. De 1130, 1131, 1139, 1145, 1151 zijn naar Arriva gegaan. - 1128-1130 = Ex Qbuzz 3112, 3280, 3298 - 1131-1135 = Ex Qbuzz 3299, 3175, 3181, 3171, 3256 - 1136-1140 = Ex Qbuzz 3173, 3115, 3203, 3179, 3199 - 1141-1145 = Ex Qbuzz 3190, 3294, 3258, 3185, 3191 - 1146-1150 = Ex Qbuzz 3289, 3251, 3182, 3197, 3196 - 1151-1152 = Ex Qbuzz 3176, 3193 |            |
| 1153-1158    | 2004      | MAN Caetano VIAbus                                        | Buiten dienst          | Provincie Utrecht                                                                 | Ex Connexxion. Reden tijdelijk in de provincie Utrecht tot juli 2017 totdat de resterende bussen geleverd waren. Waren in volgorde de Connexxion 8269, 8267, 8271, 8264, 8262 en 8258. |            |
| 1159-1164    | 2014      | Mercedes-Benz Sprinter City 77                            | Verkocht               | Provincie Utrecht                                                                 | Ex Qbuzz 3880-3885. Reden tijdelijk in de provincie Utrecht tot juli 2017 totdat de resterende bussen geleverd waren. Deze bussen zijn naar U-OV (Qbuzz) en Arriva in Leiden gegaan. |            |
| 1165-1182    | 2008      | VDL Berkhof Ambassador                                    | Buiten dienst          | Provincie Utrecht                                                                 | Ex Connexxion. Deze bussen waren van Tourquase. In juli 2017 zijn deze bussen buiten dienst gesteld. - 1165 = Connexxion 4198 - 1166 = Connexxion 4276 - 1167 = Connexxion 4275 - 1168 = Connexxion 4273 - 1169 = Connexxion 4268 - 1170 = Connexxion 4272 - 1171 = Connexxion 4271 - 1172 = Connexxion 4197 - 1173 = Connexxion 4270 - 1174 = Connexxion 4277 - 1175 = Connexxion 4196 - 1176 = Connexxion 4267 - 1177 = Connexxion 4268 - 1178 = Connexxion 4193 - 1179 = Connexxion 4195 - 1180 = Connexxion 4274 - 1181 = Connexxion 4269 - 1182 = Connexxion 4194                                |            |
| 1183-1203    | 2007      | VDL Berkhof Ambassador                                    | Buiten dienst          | Provincie Utrecht                                                                 | Ex Veolia. Reden tijdelijk in de provincie Utrecht tot juli 2017 totdat de resterende bussen geleverd waren. - 1183 = Veolia 5283 - 1184 = Veolia 5143 - 1185 = Achtereenvolgens Veolia 5123 en Veolia 5290 - 1186 = Veolia 5206 - 1187 = Veolia 5142 - 1188 = Veolia 5090 - 1189 = Veolia 5181 - 1190 = Veolia 5080 - 1191 = Veolia 5195 - 1192 = Veolia 5155 - 1193 = Veolia 5236 - 1194 = Veolia 5122 - 1195 = Veolia 5058 - 1196 = Veolia 5107 - 1197 = Veolia 5235 - 1198 = Veolia 5145 - 1199 = Veolia 5152 - 1200 = Veolia 5179 - 1202 = Veolia 5066 - 1203 = Veolia 5119 - 1204 = Veolia 5070 |            |
| 1201-1204    | 2017      | Mercedes-Benz Citaro G                                    | In dienst              | Provincie Utrecht                                                                 | Deze bussen zijn van Pouw Vervoer. |            |
| 1301-1310    | 2017      | MAN Lion's City A37                                       | In dienst              | Provincie Utrecht                                                                 | Werden tot augustus 2024 ingezet op minder drukke stadslijnen in Almere met de wagenparknummers 6201-6210. |            |
| 1364         | 1989      | Den Oudsten B88                                           | Buiten dienst          |                                                                                   | Reed voor de komst van Syntus bij Oostnet. |            |
| 1400         | 1999      | Setra S 319 NF                                            | Buiten dienst          |                                                                                   | Reed tijdelijk op proef |            |
| 1400         | 2000      | Volvo 7000                                                | Buiten dienst          | Achterhoek                                                                        | |            |
| 1401-1410    | 2001      | Volvo 7000                                                | Buiten dienst          | Achterhoek                                                                        | |            |
| 1411-1415    | 2002      | Volvo 7000                                                | Buiten dienst          | Achterhoek                                                                        | |            |
| 1416-1420    | 2003      | Volvo 7700                                                | Buiten dienst          | Achterhoek                                                                        | |            |
| 1421-1425    | 2004      | Volvo 7700                                                | Buiten dienst          |                                                                                   | |            |
| 1449         | 2004      | VDL Berkhof Ambassador                                    | Vernummerd             | Achterhoek                                                                        | Deze bus is vernummerd naar 2149 |            |
| 1450         | 2004      | VDL Berkhof Ambassador                                    | Vernummerd             | Achterhoek                                                                        | Deze bus is vernummerd naar 2150. Ex Connexxion 1968. |            |
| 1451-1460    | 2003      | VDL Berkhof Ambassador                                    | Vernummerd             | Achterhoek                                                                        | Deze serie is vernummerd naar 2151-2160. 1451 is museumbus. |            |
| 1461-1472    | 2005      | VDL Berkhof Ambassador                                    | Vernummerd             |                                                                                   | Deze serie is vernummerd naar 3161-3172. |            |
| 1481-1485    | 2004      | VDL Berkhof Ambassador                                    | Buiten dienst          | Achterhoek                                                                        | De 1482-1485 zijn vernummerd naar 5301-5304. De 1481 is afgebrand en daarna gesloopt. |            |
| 1486-1488    | 2004      | VDL Berkhof Ambassador                                    | Vernummerd             | Achterhoek                                                                        | De 1486 is vernummerd naar 5305 en de 1487-1488 zijn vernummerd naar 2387-2388. |            |
| 1491-1493    | 2004      | Mercedes-Benz 410D                                        | Buiten dienst          | Achterhoek, Zutphen-Hengelo-Oldenzaal                                             | |            |
| 1501-1526    | 2009      | VDL Berkhof Ambassador                                    | Vernummerd             | Achterhoek                                                                        | Deze bussen zijn op een later moment vernummerd naar 5101 - 5126. |            |
| 1602-1645    | 2017      | Setra S 415 LE Business                                   | In dienst              | Provincie Utrecht                                                                 | De 1612 is ter beschikking gesteld aan Pouw Vervoer. De 1602-1609 hebben de U-link huisstlijl. |            |
| 1646-1654    | 2017      | Setra S 415 LE Business                                   | In dienst              | Provincie Utrecht                                                                 | Deze bussen zijn van Pouw Vervoer. |            |
| 1700-1729    | 2017      | Setra S 418 LE Business                                   | In dienst              | Provincie Utrecht, IJssel-Vecht                                                   | De 1700-1727 zijn ter beschikking gesteld aan Pouw Vervoer. De 1728 en 1729 zijn van Pouw Vervoer. |            |
| 1800-1812    | 2017      | Rošero First                                              | In dienst              | Provincie Utrecht, Almere                                                         | Enkele bussen zijn ter beschikking gesteld aan Pouw Vervoer. 1812 is hybride en rijdt in Almere. De 1801 rijdt ook in Almere. |            |
| 1813-1814    | 2017      | VDL MidCity                                               | In dienst              | Provincie Utrecht                                                                 | Deze bussen zijn van Pouw Vervoer. |            |
| 1824, 1830   | 2004      | VDL Berkhof Ambassador                                    | Buiten dienst          | Twente                                                                            | Tijdelijke bussen geleend van Connexxion voor de concessie Twente. |            |
| 1870-1890    | 2017      | VDL Citea LLE-120                                         | In dienst              | Provincie Utrecht (Veenendaal en omgeving)                                        | De 1881-1890 hebben de U-link huisstijl. |            |
| 1891-1895    | 2015      | VDL Citea LLE-120                                         | Nog niet in dienst     | Stads- en streeklijnen Utrecht                                                    | Ex BVG Berlijn. Deze bussen zijn van Pouw Vervoer. |            |
| 1900-1901    | 2015      | BYD K9C                                                   | Buiten dienst          | Stadsdienst Amersfoort                                                            | Demobussen |            |
| 1902-1903    | 2018      | BYD K9U                                                   | In dienst              | Stads- en streeklijnen Utrecht                                                    | |            |
| 1904-1908    | 2020      | BYD K9UB                                                  | In dienst              | Stads- en streeklijnen Utrecht                                                    | |            |
| 2001-2188    | 2020      | BYD K9UB                                                  | Buiten dienst          | IJssel-Vecht                                                                      | 167 van de 188 bussen naar EBS. 2041, 2046, 2057, 2089, 2101, 2106, 2132, 2169, 2171 en 2183 naar Schiphol als 217-226. |            |
| 2201-2218    | 2020      | BYD K9UB                                                  | Naar EBS               | Stadsdienst Zwolle                                                                | |            |
| 2100         | 2000      | Volvo 7000                                                | Buiten dienst          | Zutphen-Hengelo-Oldenzaal                                                         | Deze bus had tot 2010 het wagenparknummer 1400. |            |
| 2101-2110    | 2001      | Volvo 7000                                                | Buiten dienst          | Zutphen-Hengelo-Oldenzaal                                                         | Deze serie had tot 2010 de wagenparknummers 1401-1410. |            |
| 2111-2115    | 2002      | Volvo 7000                                                | Buiten dienst          | Zutphen-Hengelo-Oldenzaal                                                         | Deze serie had tot 2010 de wagenparknummers 1411-1415 |            |
| 2116-2120    | 2003      | Volvo 7000                                                | Buiten dienst          | Zutphen-Hengelo-Oldenzaal                                                         | Deze serie had tot 2010 de wagenparknummers 1416-1420. |            |
| 2121-2125    | 2004      | Volvo 7000                                                | Buiten dienst          | Zutphen-Hengelo-Oldenzaal                                                         | Deze serie had tot 2010 de wagenparknummers 1421-1425. |            |
| 2146-2148    | 2004      | Berkhof Ambassador                                        | Verkocht               |                                                                                   | Ex BBA/Veolia 5001-5003 |            |
| 2149-2160    | 2004/2005 | Berkhof Ambassador                                        | Buiten dienst          |                                                                                   | Deze serie had tot 2010 de wagenparknummers 1449-1460. De 1449 (nu 2149) is oorspronkelijk een demo-Ambassador van Berkhof geweest. Daarna is deze naar Blaa Omnibusser in Denemarken gegaan, daarna heeft de 1449 op de IAA in Hannover gestaan. Toen kwam hij weer terug naar Nederland en werd bij Syntus ingezet als vervanger voor de afgebrande 1481. De 2155 op 6 maart 2013 te Almelo uitgebrand. Deze bus is in maart 2013 vervangen door ex Connexxion 8431 en ingezet als 2155. De 2149, 2150 en 2153 zijn in januari 2016 teruggestuurd naar Womy.                                        |            |
| 2301         | 2008      | VDL Kusters MidCity                                       | Buiten dienst          | Almere                                                                            | Deze bus had tot 2010 het wagenparknummer 201. |            |
| 2301-2340    | 2020      | BYD K9UE                                                  | Naar EBS               | IJssel-Vecht (ComfortRRReis)                                                      | |            |
| 2401-2413    | 2021      | BYD K7                                                    | Naar EBS               | IJssel-Vecht                                                                      | |            |
| 2601-2608    | 2017      | Mercedes-Benz CapaCity                                    | Naar EBS               | Drukke lijnen Zwolle                                                              | Ex 4201-4208 |            |
| 2873-2874    | 2001      | Den Oudsten Alliance                                      | Buiten dienst          | Achterhoek                                                                        | Tijdelijke bussen van Connexxion |            |
| 2878         | 2001      | Den Oudsten Alliance                                      | Buiten dienst          | Achterhoek                                                                        | Tijdelijke bussen van Connexxion |            |
| 3021         | 2009      | VDL Berhof Ambassador                                     | Buiten dienst          | Twente                                                                            | Reden eerst rond Apeldoorn als 5021, 5023 en 5024. |            |
| 3023-3024    | 2009      | VDL Berhof Ambassador                                     | Buiten dienst          | Twente                                                                            | Reden eerst rond Apeldoorn als 5021, 5023 en 5024. |            |
| 3045-3048    | 2005      | VDL Berhof Ambassador                                     | Buiten dienst          | Twente                                                                            | Voormalig Connexxion 8584, 8585, 8587 en 8589, niet op volgorde. De 3046 heeft tijdelijk in Utrecht gereden. |            |
| 3049-3060    | 2004/2005 | VDL Berhof Ambassador                                     | Buiten dienst          |                                                                                   | Voormalig 2149-2160, daarvoor 1449-1460 m.u.v. 3055 (ex-2155) en 3059 (ex-2159). De 3050, 3051, 3053, 3054, 3056-3058 en 3060 hebben tijdelijk in Utrecht gereden. |            |
| 3061-3065    | 2004      | VDL Berhof Ambassador                                     | Buiten dienst          |                                                                                   | Eigendom van OAD. Voormalig Connexxion/Breng 8428-8432. 8428-8429 zijn rood, 8430, 8431 en 8432 zijn wit, laatste rijdt niet voor Syntus, maar voor Twente Milieu. |            |
| 3066-3072    | 2004      | VDL Berhof Ambassador                                     | Buiten dienst          |                                                                                   | Eigendom van TGVia, Luttikhuis en Schepers voor gebruik als schoolbussen van en naar Almelo en zonebussen Oldenzaal-Enschede/UT-Neede. Voormalig Connexxion/Hermes 1741, 1757, 1759, 1768, 1773, 1746, 1790. |            |
| 3101-3126    | 2012      | VDL Citea LLE-120                                         | Buiten dienst          | Twente                                                                            | 16 van deze bussen gingen tijdelijk naar EBS IJssel-Vecht en Arriva in afwachting van de elektrische bussen daar. |            |
| 3127-3204    | 2013      | VDL Citea LLE-120                                         | Buiten dienst          | Twente                                                                            | 50 van deze bussen gingen tijdelijk naar EBS IJssel-Vecht en Arriva in afwachting van de elektrische bussen daar. |            |
| 3155, 3156   | 2012      | VDL Berkhof Ambassador                                    | Vernummerd             | Twente                                                                            | Voormalig Syntus Overijssel 4155-4156, vernummerd naar 3255 en 3256. |            |
| 3161-3172    | 2005      | VDL Berkhof Ambassador                                    | Buiten dienst          | Twente                                                                            | Deze serie had tot 2010 de wagenparknummers 1461-1472. |            |
| 3247-3250    | 2010      | VDL Berkhof Ambassador                                    | Deels in dienst        | Twente, treinvervangend vervoer                                                   | Voormalig Syntus Overijssel 4147-4150. De 3248 en 3249 hebben in Utrecht gereden. Per december 2023 gingen de 3248-3250 het treinvervangend vervoer verzorgen op het traject Amersfoort-Ede-Wageningen. |            |
| 3255, 3256   | 2012      | VDL Berkhof Ambassador                                    | In dienst              | Twente, treinvervangend vervoer                                                   | Voormalig 3155-3156. De 3256 heeft tijdelijk in Utrecht en op de Veluwe gereden. Per december 2023 gingen beide bussen het treinvervangend vervoer verzorgen op het traject Amersfoort-Ede-Wageningen. |            |
| 3306-3312    | 2010      | Optare Solo                                               | Buiten dienst          | Twente, Veluwe                                                                    | Voormalig Syntus Gelderland 5306-5312. De 3312 is teruggekeerd naar Gelderland en heeft ook een tijdje in Almere en Utrecht gereden. |            |
| 3327         | 2010      | VDL Citea CLF-120                                         | Buiten dienst          | Midden-Overijssel                                                                 | Ex Connexxion. Reed tijdelijk als proef in de omgeving van Zwolle. |            |
| 3363         | 1989      | Den Oudsten B88                                           | Buiten dienst          |                                                                                   | Reed voor de komst van Syntus bij Oostnet, daarvoor bij GVM als nummer 63 en daarvoor bij GVA |            |
| 3401-3403    | 2000      | Berkof Duvedec G                                          | Buiten dienst          | Twente                                                                            | Ex-Connexxion 7801, 9068, 9078 |            |
| 3694-3709    | 1986      | Den Oudsten standaard streekbus                           | Buiten dienst          |                                                                                   | Reden voor de komst van Syntus bij Oostnet, daarvoor bij GVM en daarvoor bij GSM. |            |
| 4001-4052    | 2010      | VDL Berkhof Ambassador                                    | Buiten dienst          | Midden-Overijssel, Veluwe                                                         | Stadsbusindeling. Bus 4051 is op 21 september 2012 uitgebrand. Bus 4049, 4050 en 4052 reden tot juli 2017 tijdelijk bij Syntus Utrecht. 4017, 4047-4050 en 4052 reden in de concessie Veluwe. 4049 reed in de concessie Twente. |            |
| 4101-4154    | 2010      | VDL Berkhof Ambassador                                    | Buiten dienst          | Midden-Overijssel, Veluwe, Twente                                                 | Streekbusindeling. De 4142-4146 reden tot juli 2017 tijdelijk bij Syntus Utrecht. De 4128, 4136, 4138, 4140-4146 reden voor de concessie Veluwe en 4133-4135, 4137 en 4139 reden in Twente. 4109, 4111, 4115 en 4128 zijn vernummerd naar 7101-7104 voor inzet op het Blauwnet treinvervangend vervoer. |            |
| 4132-4141    | 1989      | Den Oudsten B88                                           | Buiten dienst          | Achterhoek                                                                        | Reden voor de komst van Syntus bij Oostnet, daarvoor bij GVM en daarvoor bij GSM. |            |
| 4155-4156    | 2012      | VDL Berkhof Ambassador                                    | Vernummerd             | Midden Overijssel                                                                 | Waren verhuisd naar concessies Twente en Veluwe en deden dienst bij Syntus Twente onder nummers 3255 en 3256. |            |
| 4160         | 2015      | Mercedes-Benz CapaCity                                    | Export                 | Stadsdienst Zwolle                                                                | Ex Connexxion 1104. Tijdelijke (proef)bus ten behoeve van lijn 9 tot de instroom van 8 nieuwe bussen. |            |
| 4198         | 2009      | VDL Citea CLF-120                                         | Buiten dienst          |                                                                                   | Demo van VDL Ex-Veolia Transport 121 |            |
| 4199         | 2007      | VDL Citea CLF-120                                         | Buiten dienst          |                                                                                   | Demo van VDL Ex-GVB 009, Voorheen nr. 562 van Arriva |            |
| 4201-4208    | 2017      | Mercedes-Benz CapaCity                                    | Vernummerd             | Drukke lijnen Zwolle                                                              | |            |
| 4301-4303    | 2003      | Mercedes-Benz Citaro G                                    | Buiten dienst          | Midden-Overijssel                                                                 | Voormalig Connexxion 9120, 9129 en 9154. |            |
| 4329-4333    | 1990      | Den Oudsten B88                                           | Buiten dienst          | Achterhoek                                                                        | Reden voor de komst van Syntus bij Oostnet, daarvoor bij GVM en daarvoor bij GSM. |            |
| 4337-4338    | 1990      | Den Oudsten B88                                           | Buiten dienst          | Achterhoek                                                                        | Reden voor de komst van Syntus bij Connexxion, daarvoor bij Oostnet, daarvoor bij GVM en daarvoor bij GSM. |            |
| 4665, 4668   | 1992      | Berkhof Duvedec                                           | Buiten dienst          |                                                                                   | Reden voor de komst van Syntus bij Connexxion en daarvoor bij NZH. |            |
| 5001-5024    | 2010      | VDL Berkhof Ambassador                                    | Buiten dienst          | Stadsdienst Apeldoorn                                                             | De 5021, 5023-5024 naar Syntus Twente als 3021, 3023-3024. 5007 uit dienst na aanrijding. |            |
| 5101-5126    | 2009      | VDL Berkhof Ambassador                                    | Buiten dienst          | Veluwe, Twente                                                                    | Vernummerd van 1501-1526. De 5102 en 5121 reden tijdelijk in Utrecht. 5108, 5115, 5121, 5123-5126 reden in Twente, daarvan bleef de 5125 als laatste over. 5119 is eerder uit dienst gegaan. |            |
| 5127-5152    | 2010      | VDL Berkhof Ambassador                                    | Buiten dienst          | Veluwe                                                                            | |            |
| 5153-5156    | 2010      | VDL Berkhof Ambassador                                    | Buiten dienst          | Veluwe                                                                            | Ex-Syntus Overijssel 4151-4154. Zijn overgegaan van Syntus Overijssel naar Syntus Gelderland en hernummerd. |            |
| 5157         | 2007      | VDL Berkhof Ambassador                                    | Buiten dienst          | Veluwe                                                                            | Ex-Bak Reizen 111, daarvoor Veolia 5267 |            |
| 5196-5199    | 2004      | VDL Berkhof Ambassador                                    | Buiten dienst          | Veluwelijn                                                                        | Ex BBA/Veolia 5036, 5048, 5029, 5017. Deze bussen reden bij Syntus in de huisstijl van de Veluwelijn. |            |
| 5201-5211    | 2010      | Mercedes-Benz Citaro CNG                                  | Buiten dienst          | IJssel-Vecht                                                                      | 5201-5204 zijn in 2021 verkocht. |            |
| 5245         | 2008      | MAN Lion's City G CNG                                     | Buiten dienst          | Valleilijn en Veluwelijn                                                          | Ex Arriva 255, 257-259. |            |
| 5247-5249    | 2008      | MAN Lion's City G CNG                                     | Buiten dienst          | Valleilijn en Veluwelijn                                                          | Ex Arriva 255, 257-259. |            |
| 5298, 5299   | 2008      | MAN Lion's City G CNG                                     | Buiten dienst          | Veluwe                                                                            | Ex-Arriva 256, 260, daarna Syntus 5246 en 5250. |            |
| 5251-5257    | 2006      | MAN Lion's City G CNG                                     | Buiten dienst          | Valleilijn                                                                        | Ex Veolia Transport 6609-6615 (Valleilijn). Sinds december 2015 zijn al deze bussen buiten dienst. |            |
| 5258-5279    | 2010      | Mercedes-Benz Citaro G CNG                                | Buiten dienst          | IJssel-Vecht (ComfortRRReis)                                                      | Reed tot en met december 2020 in Valleilijn/Veluwelijn huisstijl. 5261, 5270, 5271, 5274 en 5279 zijn naar Hermes gegaan als 9281-9285. 5260 en 5267 zijn plukvoertuigen. |            |
| 5301-5302    | 2004      | VDL Berkhof Ambassador                                    | Buiten dienst          |                                                                                   | Deze serie had tot 2010 de wagenparknummers 1482-1483. De bussen werden verkocht aan Veolia Transport. De bussen hieronder kregen nu de wagenparknummers van deze serie (2387-2388). |            |
| 5301-5302    | 2005      | VDL Berkhof Ambassador                                    | Buiten dienst          |                                                                                   | Deze serie had tot 2011 de wagenparknummers 1487-1488, daarna even 2387-2388. |            |
| 5303-5305    | 2004      | VDL Berkhof Ambassador                                    | Buiten dienst          |                                                                                   | Eerder 1484-1846. |            |
| 5306-5312    | 2010      | Optare Solo                                               | Vernummerd             | Twente                                                                            | 5306-5309 waren oorspronkelijk voor de concessie Zutphen-Hengelo-Oldenzaal. In 2013 verhuisd naar de concessie Twente en daar vernummerd naar 3306-3312. |            |
| 5313-5325    | 2010      | Optare Solo                                               | Buiten dienst          | Veluwe                                                                            | |            |
| 5351-5355    | 2010      | Optare Solo                                               | Buiten dienst          | Stadsdienst Apeldoorn                                                             | |            |
| 5401         | 2000      | Volvo 7000 (fluisterbus)                                  | Buiten dienst          | Stadsdienst Apeldoorn                                                             | Voorheen Veolia Transport 3788, BBA 3788, en Stadsbus Maastricht 841. |            |
| 5402         | 2004      | Volvo 7000 (fluisterbus)                                  | Buiten dienst          | Stadsdienst Apeldoorn                                                             | Voorheen Veolia Transport 3810 en BBA 3810. |            |
| 5401-5410    | 2011      | MAN Lion's City CNG                                       | Buiten dienst          | Veluwe (Ede en omgeving)                                                          | Ex HTM 1121-1129, 1131 |            |
| 5412-5414    | 2009      | MAN Lion's City CNG                                       | Buiten dienst          | Veluwe                                                                            | Ex-Veolia/Connexxion Haaglanden 6688, 6714, 6748. Reden bij Van Kooten. |            |
| 5415         | 2009      | MAN Lion's City LE                                        | Buiten dienst          | Veluwe                                                                            | Ex-Connexxion Voorne Putten 5145. Reed bij Van Mil Tours. |            |
| 5500         | 2015      | Solbus Solcity                                            | Buiten dienst          | Veluwe                                                                            | Proefbus op waterstof van HyMove, reed vooral rond Apeldoorn. |            |
| 5501         | 2017      | Ursus City Smile 12H                                      | Buiten dienst          | Veluwe                                                                            | Proefbus op waterstof van HyMove, reed vooral rond Apeldoorn. |            |
| 5787         | 1998      | Setra S 319 NF                                            | Buiten dienst          | Achterhoek                                                                        | Reed voor de komst van Syntus bij Oostnet. Bus werd speciaal aangeschaft voor de gecombineerde lijn S71 van Winterswijk naar Münster. Nadat in 2003 de samenwerking met RVM verviel, werd er besloten om de bus te verkopen. Nadat dat geen succes werd, werd de bus overgespoten in "Stadtbus Bocholt" kleuren voor de gecombineerde lijn 40/C7 die van Doetinchem via Dinxperlo naar Bocholt ging. Toen dat geen succes bleek, werd de bus overgespoten in Syntus kleuren en ingezet op versterkingsritten in de Achterhoek en bij treinuitval.                                                     |            |
| 6001-6057    | 2017      | MAN Lion's City A26                                       | In dienst              | Stadsdienst Almere (allGo)                                                        | |            |
| 6101-6133    | 2017      | MAN Lion's City A44                                       | In dienst              | Busvervoer Almere (R-net)                                                         | |            |
| 6201-6210    | 2017      | MAN Lion's City A37                                       | Vernummerd             | Stadsdienst Almere (allGo), minder drukke lijnen                                  | Gingen per augustus 2024 naar Syntus Utrecht voor de stadsdienst van Amersfoort, waar ze werden vernummerd naar 1301-1310. |            |
| 6301-6307    | 2018      | BYD K9U                                                   | In dienst              | Stadsdienst Almere (allGo)                                                        | 6307 in afwijkend ontwerp (Growing Green Cities). |            |
| 6346-6351    | 1990      | Den Oudsten B88                                           | Buiten dienst          | Achterhoek                                                                        | Reden voor de komst van Syntus bij Oostnet, daarvoor bij GVM en daarvoor bij GSM. 6347 was nooit in dienst gekomen bij Syntus. |            |
| 6401         | 2017      | Rošero First                                              | In dienst              | duinGo lijn 24                                                                    | |            |
| 6402         | 2016      | Mercedes-Benz Sprinter                                    | In dienst              | duinGo lijn 24 en buurtbus 28 in Almere                                           | Deze bus had eerst in de provincie Utrecht als 123 en 129 gereden voordat deze naar Almere kwam. |            |
| 6403         | 2018      | Mercedes-Benz Sprinter                                    | In dienst              | duinGo lijn 24 en buurtbus 28 in Almere                                           | |            |
| 6821-6826    | 1994      | Berkhof Excellence                                        | Buiten dienst          | Achterhoek                                                                        | Reden voor de komst van Syntus bij Oostnet, daarvoor bij GVM en daarvoor bij GSM. |            |
| 7098         | 1992      | Mercedes-Benz 410D                                        | Buiten dienst          | Achterhoek                                                                        | Reden voor de komst van Syntus bij Oostnet, daarvoor bij GVM en daarvoor bij GSM. |            |
| 7101-7104    | 2010      | VDL Berkhof Ambassador                                    | In dienst              | Treinvervangend vervoer Blauwnet                                                  | Ex 4109, 4111, 4115, 4128 |            |
| 7109-7112    | 1992      | Den Oudsten B88                                           | Buiten dienst          | Achterhoek                                                                        | Reden voor de komst van Syntus bij Oostnet, daarvoor bij GVM en daarvoor bij GSM. Werden als laatste incidenteel nog gebruikt bij treinstremmingen. |            |
| 7115-7116    | 1992      | Den Oudsten B88                                           | Buiten dienst          | Achterhoek                                                                        | Reden voor de komst van Syntus bij Oostnet, daarvoor bij GVM en daarvoor bij GSM. Werden als laatste incidenteel nog gebruikt bij treinstremmingen. |            |
| 7217         | ????      | Mercedes-Benz 208D                                        | Buiten dienst          | Achterhoek                                                                        | ex Oostnet |            |
| 7222-7223    | ????      | Mercedes-Benz 208D                                        | Buiten dienst          | Achterhoek                                                                        | ex Oostnet |            |
| 7255         | ????      | Mercedes-Benz 208D                                        | Buiten dienst          | Achterhoek                                                                        | Reed voor de komst van Syntus bij Oostnet, daarvoor bij GVM en daarvoor bij GSM. |            |
| 7282         | 1996      | Mercedes-Benz 208D                                        | Buiten dienst          | Achterhoek                                                                        | Reed voor de komst van Syntus bij Oostnet, daarvoor bij GVM en daarvoor bij GSM. |            |
| 7415         | ????      | Mercedes-Benz Sprinter                                    | Buiten dienst          | Achterhoek                                                                        | ex Connexxion |            |
| 7489         | 1991      | Mercedes-Benz 208D                                        | Buiten dienst          | Achterhoek                                                                        | Reed voor de komst van Syntus bij Oostnet, daarvoor bij GVM en daarvoor bij GSM. |            |
| 7744-7751    | 1991      | Den Oudsten B88                                           | Buiten dienst          | Achterhoek                                                                        | Reden voor de komst van Syntus bij Oostnet, daarvoor bij GVM en daarvoor bij GSM. Werden als laatste incidenteel nog gebruikt bij treinstremmingen. |            |
| 8101-81??    | 2025      | Yutong U12                                                | In aanbouw             | Utrecht Buiten (U-bus)                                                            | |            |
| 8201-82??    | 2025      | Yutong U12                                                | In aanbouw             | Utrecht Buiten (U-link)                                                           | |            |
| 8301-83??    | 2025      | Yutong U15                                                | In aanbouw             | Utrecht Buiten (U-liner)                                                          | |            |
| 8401-8412    | 2017      | MAN Lion's City G                                         | Nog niet in dienst     | Utrecht Buiten (U-liner)                                                          | Ex Keolis Zweden 4069-4080 |            |
| 8501-85??    | 2025      | Yutong U15                                                | In aanbouw             | Utrecht Buiten (U-bus)                                                            | |            |
| 8601, 8602   | 2025      | Yutong U18                                                | In aanbouw             | Utrecht Buiten (U-bus)                                                            | |            |
| 8701-8703    | 2025      | Yutong U18                                                | In aanbouw             | Utrecht Buiten (U-liner)                                                          | |            |
| 7800         | 1999      | Berkhof Duvedec                                           | Buiten dienst          |                                                                                   | Voorheen Veolia Transport, daarvoor Connexxion. Was tijdelijk gehuurd voor op de Valleilijn. |            |
| 9102-9107    | 2009      | MAN Lion's City CNG                                       | Buiten dienst          |                                                                                   | Ex Veolia 6637, 6719, 6646, 6750, 6713, 6636. Reden tussen december 2016 en juli 2017 achtereenvolgens op de Veluwe en in de provincie Utrecht. |            |
| 9510         | 1991      | Den Oudsten standaard streekbus                           | Buiten dienst          |                                                                                   | Reden voor de komst van Syntus bij Oostnet, daarvoor bij GVM en daarvoor bij GSM. |            |
| 9517         | 1991      | Den Oudsten standaard streekbus                           | Buiten dienst          |                                                                                   | Reden voor de komst van Syntus bij Oostnet, daarvoor bij GVM en daarvoor bij GSM. |            |
| 9700-9701    | 1984      | Den Oudsten standaard streekbus                           | Buiten dienst          |                                                                                   | Reden voor de komst van Syntus bij Oostnet, daarvoor bij GVM en daarvoor bij GSM. |            |
| 9911, 9916   | 1985      | Den Oudsten standaard streekbus                           | Buiten dienst          |                                                                                   | Reden voor de komst van Syntus bij Oostnet, daarvoor bij GVM en daarvoor bij GSM. De 9916 is museumbus bij de OVCN. |            |
| 9993         | 2009      | Mercedes-Benz Citaro LE                                   | Buiten dienst          |                                                                                   | Ex 1137. Reed in 2017 op de Veluwe vanwege inbouw van pinapparatuur in de vaste bussen in die concessie. |            |
| ?            | 2004      | VDL Berkhof Ambassador                                    | Buiten dienst          |                                                                                   | Ex BBA/Veolia 5049 |            |
| 69-BBP-2     | 2013      | Optare Solo SR                                            | Buiten dienst          |                                                                                   | Deze bus was in maart 2013 als demo in gebruik bij Syntus. |            |
| BJ-ZL-49     | 2001      | Mercedes-Benz Citaro                                      | Buiten dienst          |                                                                                   | Deze bus kwam in 2010 tijdelijk bij Syntus in Apeldoorn in dienst in afwachting van het nieuwe materieel. Voorheen Qbuzz 3705 en BBA 640. |            |
| BJ-ZL-59     | 2001      | Mercedes-Benz Citaro                                      | Buiten dienst          |                                                                                   | Deze bus kwam in 2010 tijdelijk bij Syntus in Apeldoorn in dienst in afwachting van het nieuwe materieel. Voorheen Qbuzz 3713 en BBA 679. |            |